# Bugatti Veyron 16.4
Ne doit pas être confondu avec Bugatti EB 18/4 Veyron.
La Bugatti Veyron 16.4 (/vɛʁɔ̃/) est une hypercar du constructeur automobile français Bugatti produite de 2005 à 2015, atteignant la vitesse de 431,072 km/h dans sa version Super Sport, elle était alors la voiture de série la plus rapide du monde.
Assemblée à Molsheim en Alsace, elle est dévoilée en 2000 lors du Mondial de l'automobile de Paris sous la forme de l'étude de style EB 18/4 Veyron. Les premiers exemplaires sont sortis d'usine le 19 avril 2005. En 2008, apparaît un modèle « Grand Sport » puis en 2010 la version extrême « Super Sport », et finalement une version « Grand Sport Vitesse » en 2013.
Conçue entièrement en Europe par le groupe VAG, propriétaire de la marque, ainsi que par quelques partenaires spécialisés ; toutes les pièces de la Veyron sont fabriquées en Europe et assemblées par une petite équipe. Cinq personnes et trois semaines de travail sont nécessaires pour son assemblage. Toutes les réparations relatives au moteur, à la carrosserie ainsi que son entretien courant sont réalisées aussi à Molsheim. Chaque exemplaire porte une plaque avec son numéro de châssis.

## Historique

### La renaissance de Bugatti

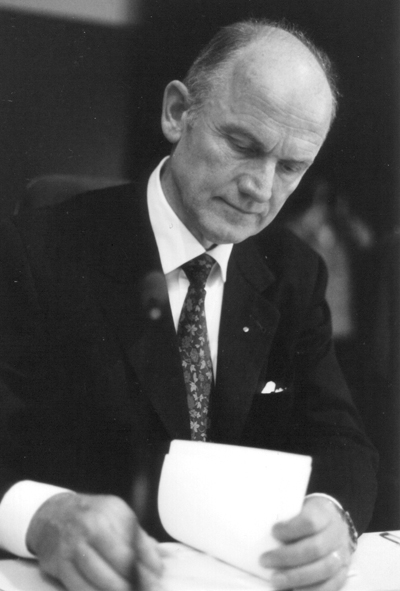
Ferdinand Piëch, président du groupe VAG, est à l'origine de la renaissance de Bugatti.

Aux origines de la création de la Veyron se trouve, en 1998, la reprise par le groupe Volkswagen de la marque Bugatti. Celle-ci, fondée par l'ingénieur italien Ettore Bugatti en 1909 à Molsheim, fut l'une des marques automobiles les plus emblématiques de l'entre-deux-guerres, produisant des modèles de très haut-de-gamme jusqu'à la fin des années 1930. Diplômé de l'Académie des Beaux-Arts de Milan, Ettore avait pour devise : « Rien n'est trop beau, rien n'est trop cher. » La mort en 1939 de Jean Bugatti – fils d'Ettore, sur qui reposait l'avenir de la marque – puis la Seconde Guerre mondiale marqueront un coup d'arrêt dans l'histoire de Bugatti. L'usine de Molsheim est annexée pendant le conflit par les troupes allemandes, qui forcent Ettore Bugatti à vendre les locaux. Celui-ci décède le 21 août 1947 sans que l'activité ait jamais vraiment repris, marquant la première disparition de la marque.
Une première – et brève – tentative de faire renaître la marque aura lieu sous l'impulsion du groupe Hispano-Suiza-Messier, propriété de la famille Bugatti, dans les années 1950, avec le modèle de course Type 251, sans succès. Il faudra ainsi attendre le début des années 1990 pour que Bugatti réapparaisse en tant que constructeur. L'homme d'affaires italien Romano Artioli rachète la marque et crée en 1991 la société Bugatti Automobili SpA, qu'il installe à Modène, en Italie. C'est durant cette période « italienne » de la marque que sont créées l'EB110, qui marque le retour de Bugatti dans le secteur de l'automobile de prestige, et le prototype de berline EB112. Mais là encore, le succès ne sera pas suffisant et la société d'Artioli ferme ses portes en 1995.
Le salut de Bugatti vient finalement trois ans plus tard d'une figure majeure de l'industrie automobile contemporaine, Ferdinand Piëch. Petit-fils de Ferdinand Porsche, il a suivi une carrière d'ingénieur chez Audi, au cours de laquelle il a notamment imposé le système Quattro, avant de prendre les commandes du groupe VAG. À la tête de la marque allemande, Piëch se lance dans une stratégie de diversification sur le marché des voitures de très haut-de-gamme. Il rachète les constructeurs Bentley et Lamborghini, avant de se porter acquéreur de la marque Bugatti en 1998, donnant naissance à la société Bugatti Automobiles SAS.

### Genèse du projet et premiers prototypes

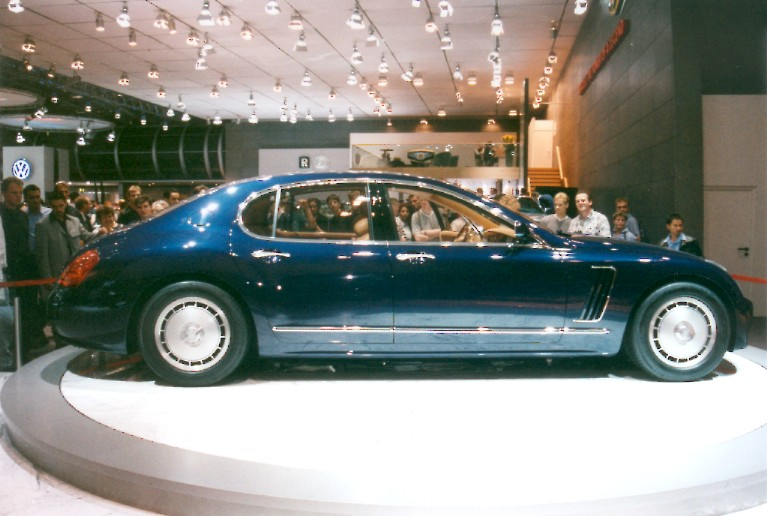
La Bugatti EB218 lors de sa présentation au Salon de Genève, en mars 1999.

En relançant la marque alsacienne, Ferdinand Piëch ne poursuit pas des impératifs d'ordre économique, et Bugatti n'a pas vocation à venir contribuer à la rentabilité du groupe Volkswagen. L'objectif est, d'après Franz-Joseph Paefgen, nommé président de la marque, de « créer quelque chose au sommet de l'industrie automobile, qui ne puisse se comparer à rien d'existant. Le sommet absolu en performance, en puissance, le plus haut niveau de technologie. » Bugatti doit ainsi devenir la vitrine du groupe, un outil de communication sur le long terme, un peu à la manière d'une écurie de Formule 1.
Pour ce faire, Piëch commence par racheter, courant 1999, la demeure historique de la famille Bugatti, le château de Saint-Jean, où est née la marque en 1909. Situé sur les communes de Molsheim et de Dorlisheim, il doit abriter le futur site de production des nouveaux modèles, devenant  de facto le siège de la société Bugatti Automobiles SAS, créée l'année précédente. En parallèle, les bureaux d'études de la marque travaillent d'ores et déjà sur plusieurs projets de modèles de très haut-de-gamme, l'objectif étant, pour Piëch, de « construire l'automobile parfaite du nouveau millénaire. »
Dès la fin 1998, Bugatti présente ses premiers prototypes basés sur une même architecture moteur novatrice, un bloc de 6,3 litres de cylindrée développant une puissance d'environ 550 chevaux. Ce moteur est alors dit « en W » car composé de 18 cylindres répartis en trois bancs de six cylindres chacun, eux-mêmes constitués de blocs de trois cylindres utilisant des composants issus du groupe VAG, ce qui est alors perçu comme un gage de sérieux et de faisabilité du projet. Après la présentation de l'EB118 – un prototype de coupé à quatre places dessiné par le designer italien ItalDesign – au Mondial de l'automobile de Paris en octobre 1998, c'est un projet de limousine à transmission intégrale également signée ItalDesign, l'EB218, qui est dévoilé six mois plus tard à l'occasion du Salon de Genève. Une mise en production pour 2002 est même évoquée.
La présentation de ces deux prototypes, quasiment coup sur coup, témoigne de la volonté du docteur Piëch de faire aboutir son projet de renaissance de Bugatti. Pourtant, tant l'EB118 que l'EB218 seront finalement abandonnées par la marque alsacienne.

### Une lente évolution vers la version définitive du projet

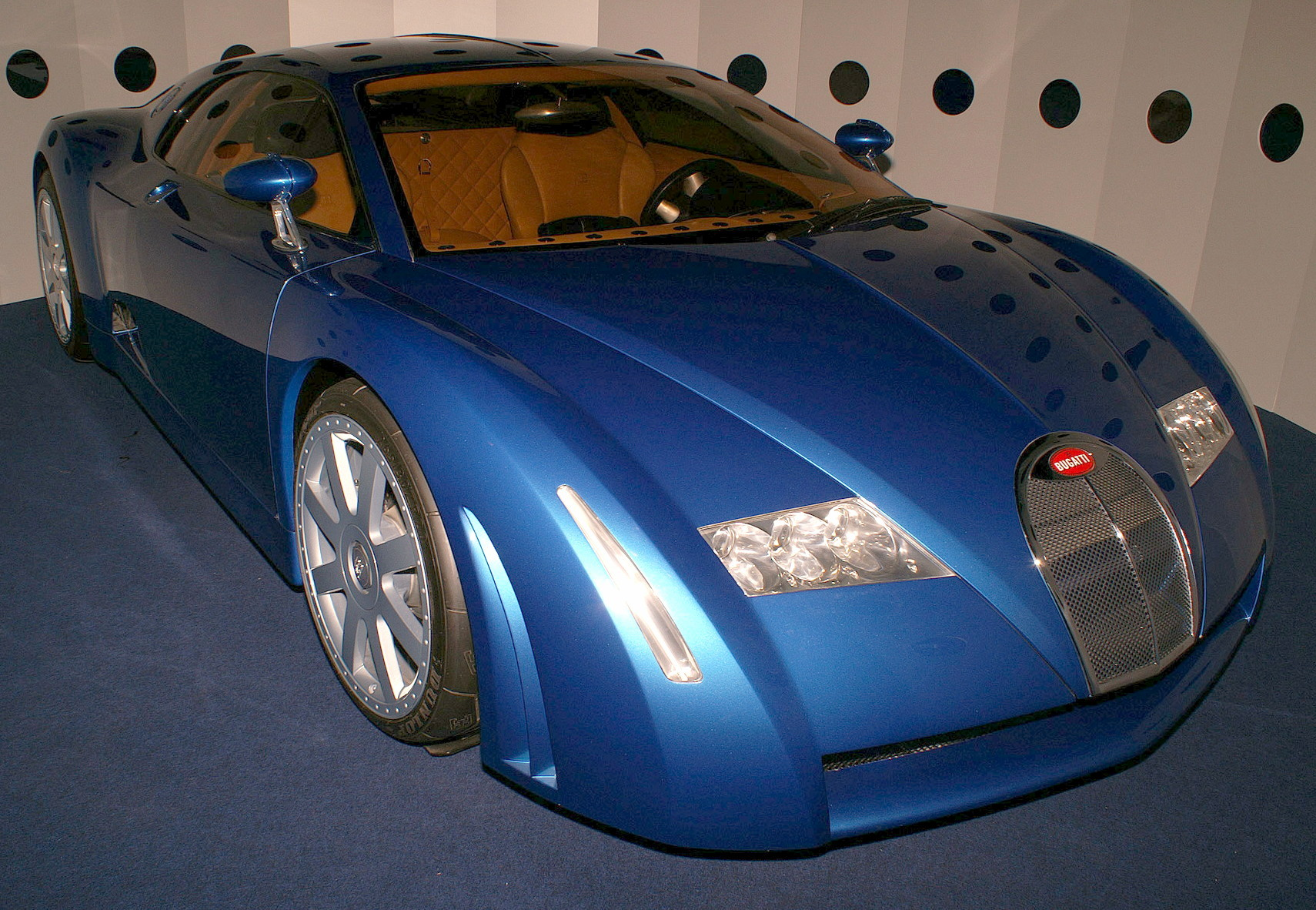
Sportive à moteur central, le prototype EB18/3 Chiron va figer l'architecture générale de la future Bugatti.

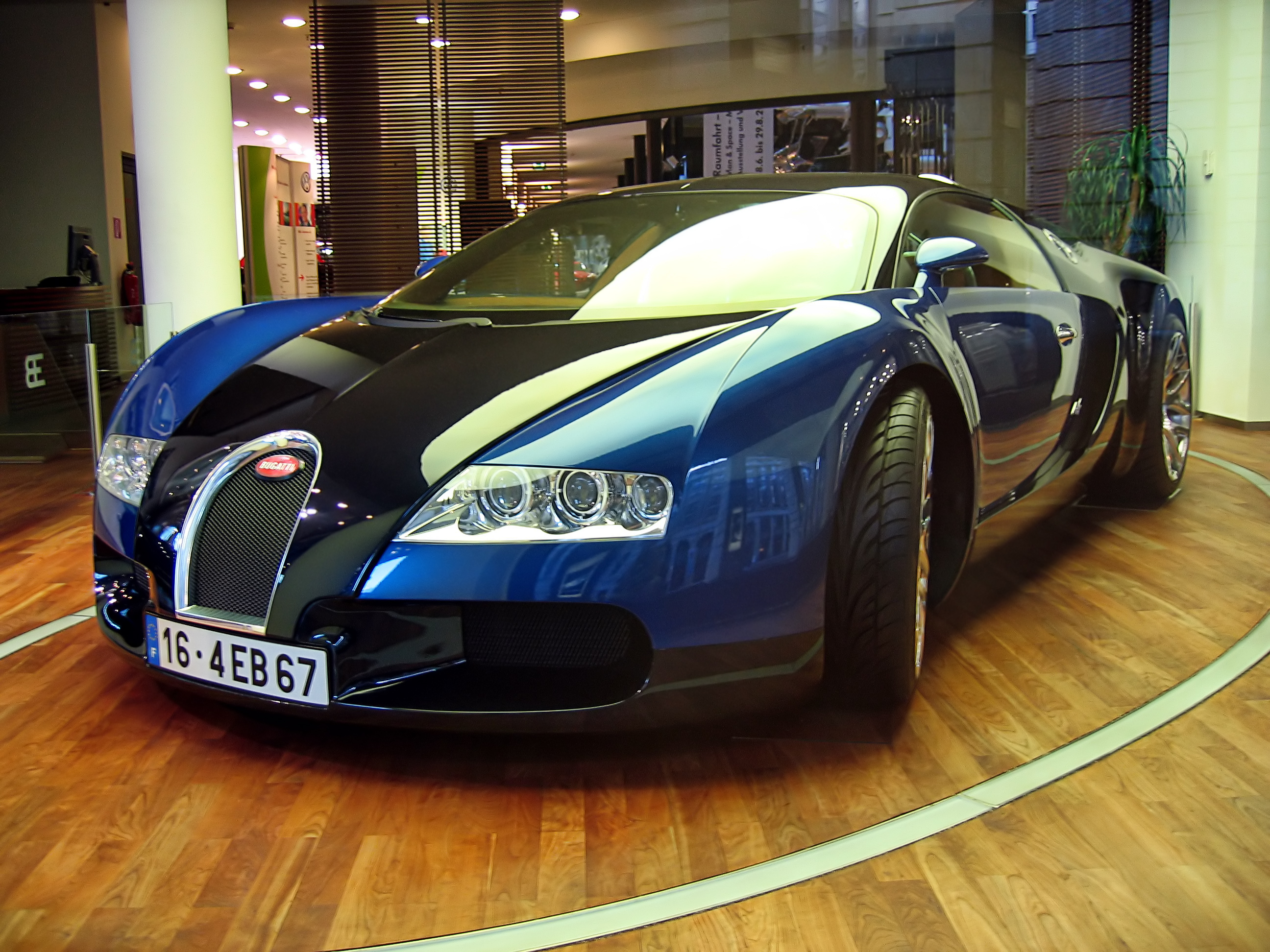
L'EB18/4 marque l'apparition de la ligne définitive de la Veyron et préfigure les premiers modèles de développement, comme cet exemplaire exposé au centre Volkswagen de Berlin.

De fait, tout juste six mois après la présentation de l'EB218, un nouveau prototype est dévoilé lors du Salon automobile de Francfort, fin 1999. Bien que reprenant le moteur W18 des EB118 et EB218, ce nouveau projet baptisé EB18/3 Chiron marque un tournant par rapport à ses devancières dans la mesure où il ne s'agit plus de modèles de grand luxe typés Grand Tourisme, mais plutôt d'une véritable sportive à moteur central, à la fois plus large et plus basse que ses devancières. Cette définition, davantage tournée vers un usage sportif, semble par ailleurs plus en accord avec la vision de Ferdinand Piëch quant à l'avenir de Bugatti. Celui-ci déclare à l'époque à des journalistes allemands : « À choisir entre une luxueuse limousine et une voiture de sport, j'opte pour la seconde. »
L'EB18/3 se distingue également des précédents prototypes par sa dénomination ; au nom de code habituel est accolé un nom propre, en l'occurrence celui de Louis Chiron, un pilote automobile monégasque qui avait contribué, avant-guerre, à remporter de nombreux succès en compétition pour le compte de l'écurie Bugatti. Beaucoup d'observateurs y voient alors la volonté de la marque de mettre l'accent sur son glorieux passé sportif.
De fait, cette orientation clairement sportive est confirmée par la présentation d'une étude de style en 1999 au Salon de Tokyo et l'année suivante, lors de l'édition 2000 du Salon de Genève, d'un quatrième prototype, la Bugatti EB 18/4 Veyron – un patronyme faisant de nouveau hommage à l'un des pilotes qui ont contribué à forger la réputation de la marque avant-guerre, en l'occurrence Pierre Veyron, vainqueur des 24 Heures du Mans 1939. Celle-ci reprend les grandes lignes stylistiques de la Chiron – vaste pare-brise très incliné, capot plongeant orné de la traditionnelle calandre en fer à cheval, fine nervure centrale courant tout le long de la carrosserie et ailes arrière proéminentes – et préfigure les lignes définitives du futur modèle de série.
Pourtant, en dépit de ces similitudes, cette nouvelle création marque à sa manière un nouveau tournant puisque son dessin est issu du bureau de style du groupe Volkswagen alors dirigé par Hartmut Warkuss, et non plus des ateliers d'un grand nom de la carrosserie automobile comme ItalDesign. La Veyron se démarque également par sa livrée bicolore qui cherche à rappeler les modèles Bugatti des années 1930. En revanche, la mécanique n'apporte pas de nouveauté par rapport aux précédents concept-cars de la marque, l'EB18/4 reprenant le moteur à 18 cylindres en W de 555 chevaux équipant les EB118, EB218 et EB18/3 Chiron.
La dernière phase de la maturation de la Veyron a lieu quelques mois plus tard, au Mondial de l'automobile de Paris d'octobre 2000, avec la présentation d'une évolution du prototype précédent, baptisée EB16/4 Veyron ; celle-ci, contrairement à sa devancière, ne va apporter aucune évolution stylistique mais un net changement de cap au niveau mécanique. Ainsi, le moteur à 18 cylindres qui a jusqu'alors équipé toutes les études de Bugatti est abandonné en raison de son encombrement trop important, de sa puissance limitée et du coût trop élevé de sa mise au point,, au profit d'un moteur dit « W16 », constitué de deux blocs de type VR8, architecture bien connue et maîtrisée au sein du groupe VAG.
Bien que nouvellement utilisé par Bugatti, ce bloc de huit litres de cylindrée – dont les seize cylindres s'ouvrent selon un angle de 72° en deux rangées de huit cylindres, constituant chacune un « mini-VR8 » ouvert à 15° – n'est pas inédit pour autant : il a en effet été conçu à l'origine pour un prototype d'une autre marque du groupe, la Bentley Hunaudières. Ce moteur a aussi équipé le concept-car Audi Rosemeyer présenté en l'an 2000. Dans une configuration atmosphérique, c'est-à-dire dépourvue de toute forme de suralimentation, il développe une puissance de 630 chevaux pour 77,4 mètres-kilos de couple tout en parvenant à conserver des dimensions compactes, avec seulement 64 centimètres de longueur pour 69 de largeur grâce à son architecture particulière. Au niveau de la transmission, l'EB16/4 Veyron reprend également les solutions mises au point pour la Bentley Hunaudières, à savoir une transmission intégrale permanente entraînant des roues de 20 pouces de diamètre,.

### Arrêt du cahier des charges, développement et commercialisation

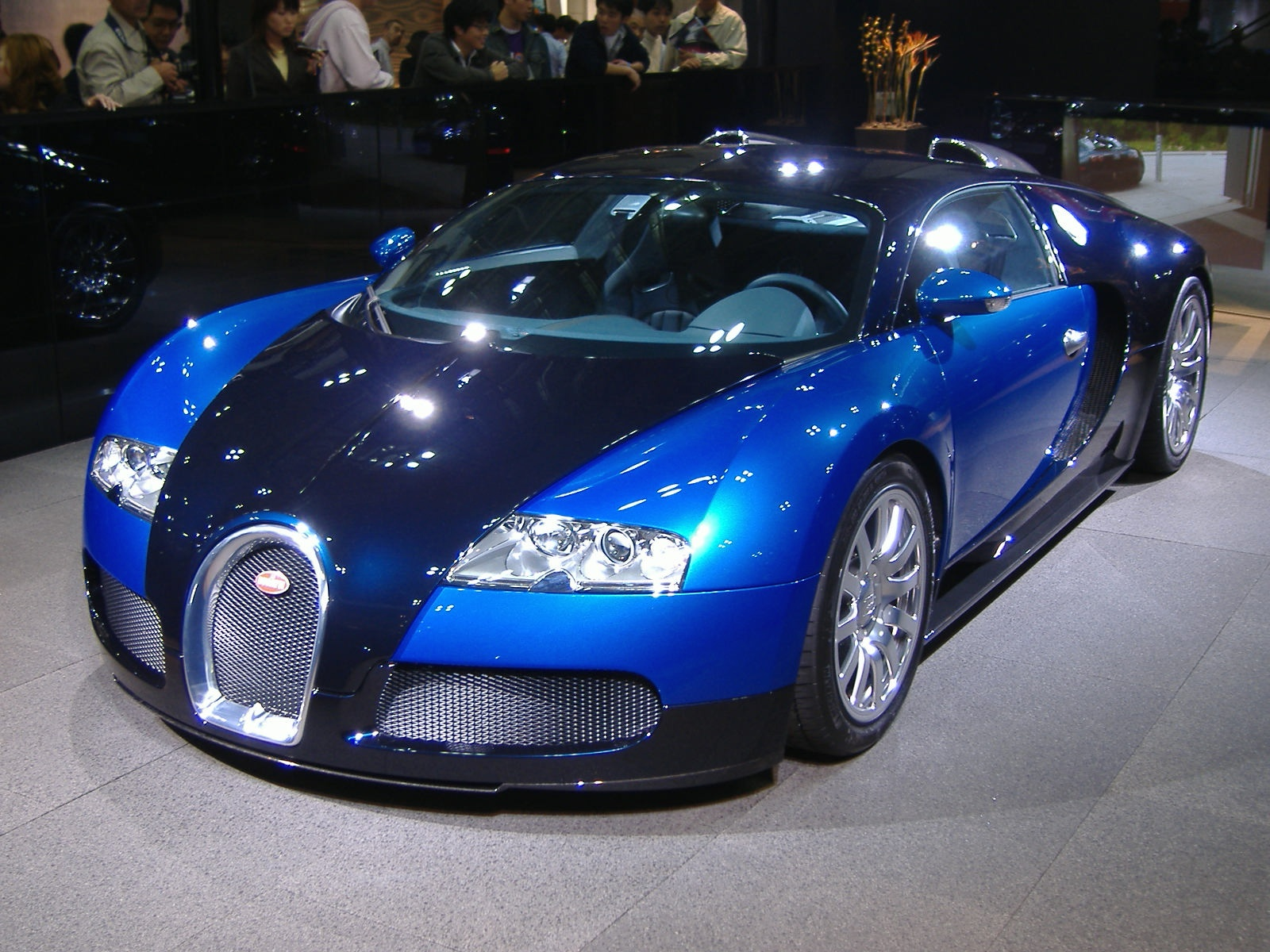
La version définitive de la Bugatti Veyron 16.4, présentée au Salon de l'automobile de Tokyo.

À partir de la présentation de l'EB16/4 Veyron au Mondial de l'Automobile de Paris, fin 2000, les grandes lignes du projet sont figées et le développement proprement dit du véhicule peut débuter.
L'objectif annoncé par Ferdinand Piëch est alors revu à la hausse : la Veyron est présentée comme « la voiture la plus puissante du monde autorisée à circuler sur les routes ». Et le président du groupe VAG de fixer les chiffres-clés destinés à marquer les esprits : 1 001 ch et plus de 400 km/h en vitesse de pointe,.

## Une technologie de pointe

### Moteur

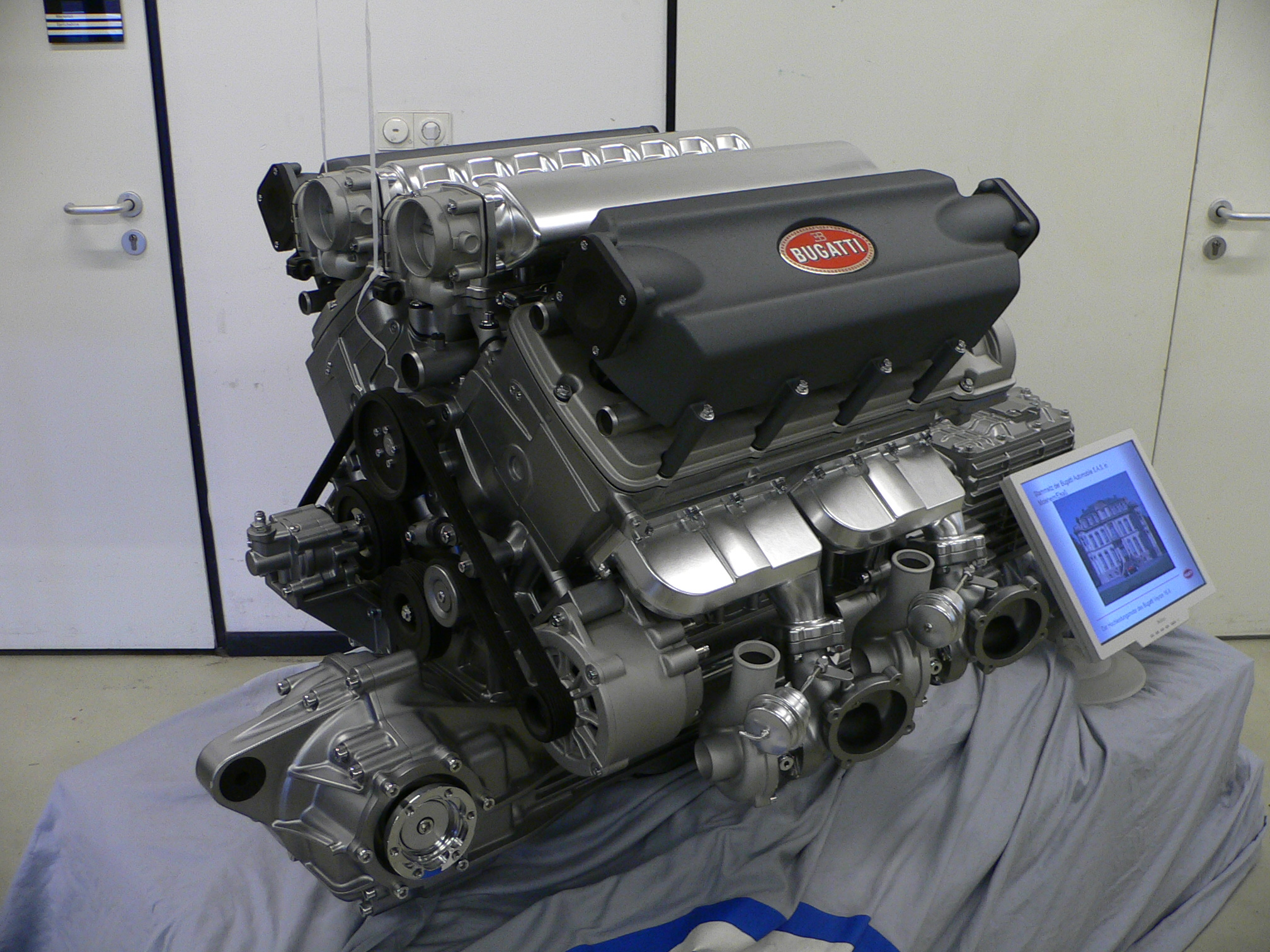
Le moteur W16 suralimenté par 4 turbos à géométrie variable de la Veyron développe plus de mille chevaux.

Le bloc-moteur retenu pour équiper la Veyron est la clé de voûte du projet, car c'est en grande partie de cet élément que dépend le respect des engagements de la marque – annoncés par Ferdinand Piëch lui-même – quant à la puissance et les performances de la voiture. Il fallait concevoir un moteur à la fois compact et extrêmement puissant, permettant d'obtenir un rapport poids/puissance/encombrement aussi favorable que possible. Aucun moteur alors existant n'étant compatible avec un tel cahier des charges, Bugatti a dû produire un long travail de développement en collaboration avec les bureaux d'études du groupe Volkswagen pour créer et mettre au point la motorisation de la Veyron. Sur base d'un moteur de VW New Beetle, Volkswagen et Bugatti ont réussi à développer le 16-cylindres de la Veyron.
Le moteur 16-cylindres en W de la Veyron est disposé en deux rangées réunies dans un V ouvert à 72°. Chaque rangée présente huit cylindres disposés en quinconce dans un V fermé à 15°. À l'image des W8 (Volkswagen Passat), V10 (Volkswagen Phaeton Diesel) et W12 (Volkswagen Phaeton et Bentley Continental GT), il est donc dérivé des VR5 (Volkswagen Golf V5) et VR6 Volkswagen (Golf VR6 1991) par assemblage de deux bancs VR selon un angle ouvert à 72° entre les bissectrices de ces VR fermés chacun à 15°. La modularité de cette gamme de moteurs multicylindres permet des économies d'échelle tant dans la conception que dans la construction. Cependant les cotes internes course x alésage ne sont plus « longue course » (VR6 = 81 × 90,3 mm ou 84 × 95,9 mm ; W8 et W12 = 84 × 90,168 mm) mais strictement carrées : 86 mm d'alésage et 86 mm de course pour une cylindrée unitaire de 0,499 56 litre et une cylindrée totale de 7,992 91 litres.
Le « V » de chacun des deux bancs VR8 n'est ouvert qu'à 15° seulement ;  dans chacun des deux bancs VR8, les huit cylindres sont donc en quinconce dans un bloc-cylindres unique comme sur le V4 à 13° de la Lancia Lambda de 1922 et d'autres Lancia ultérieures ; chaque bloc VR8 fermé à 15° est donc plus proche d'un 8-cylindres en ligne que d'un V8 dans lequel les deux blocs-cylindres abritant chacun quatre pistons sont bien séparés, selon un « V » parfois ouvert à 60° et le plus souvent à 90° ; ainsi, sur chaque bloc VR8, du fait de la proximité des huit cylindres imbriqués en quinconce, le plan de joint de culasse est unique et non pas double et en toit ; aussi les surfaces des dessus de pistons sont-elles obliques selon un angle de 15/2 = 7,5° par rapport au plan orthogonal au cylindre ; afin d'accentuer l'effet de quinconce et pour réduire encore la longueur du moteur, les cylindres ne convergent pas exactement vers le vilebrequin mais les centres des cylindres sont écartés de 0,012 5 mètres par rapport à l'axe du vilebrequin ; les axes de cylindres forment donc entre eux des « V » ouverts à 15°, 57° et 15° mais ils convergent vers des points alignés à environ 0,085 mètres en dessous du vilebrequin. Chacun des deux bloc-moteurs de huit cylindres en « V » très étroits est encore coiffé d'une culasse unique comportant chacune deux arbres à cames en tête ; dans chaque bloc VR8 l'un des arbres attaque les 8 x 2 = 16 soupapes d'admission des deux rangées de quatre cylindres par l'intermédiaire de linguets, tandis que l'autre arbre attaque les linguets des 8 x 2 = 16 soupapes d'échappement ; alignées au centre de chaque bloc VR8, les 4 x 2 = 8 soupapes d'admission croisent les 4 x 2 = 8 soupapes d'échappement ; ces soupapes « centrales » et sont donc plus longues que celles alignées de chaque côté extérieur de chaque bloc VR8.
On compte donc au total deux culasses coiffant chacune un bloc VR8 ainsi que quatre arbres à cames (deux par bloc VR8) entraînés au total par trois chaînes ; d'une part une chaîne double entraîne l'arbre central intermédiaire surélevé au-dessus du vilebrequin à partir de ce dernier ; d'autre part deux chaînes simples entraînent chacune les deux arbres à cames de la même culasse à partir de cet arbre intermédiaire surélevé, avec un rapport de démultiplication de un à deux ; chaque cylindre est coiffé de quatre soupapes soient au total : 4 soupapes x 16 cylindres = 64 soupapes ; les poussoirs de soupapes sont hydrauliques à rattrapage automatique de jeu. Ces deux VR8 sont assemblés sur un vilebrequin unique comportant huit manetons et qui ne repose donc que sur neuf paliers ; chaque maneton est double, présentant un décalage entre ses deux parties dont chacune reçoit une tête de bielle ; chacune des seize bielles ne fait que 0,013 mètre d'épaisseur et son pied est taillé de forme trapézoïdale. Les deux VR8 sont accouplés selon un angle de 72° entre leurs bissectrices soient exactement 1/5e de 360° ; l'angle maximal d'ouverture des « V » du moteur est donc de : 15° + 57° + 15° = 87° ; cependant certaines informations erronées - copiant celles du constructeur lui-même! - arrondissent abusivement cet angle de 87° à 90° ; cette disposition exceptionnelle des seize cylindres permet d'obtenir des dimensions compactes, avec 64 cm de longueur pour 69 de largeur. En revanche, l'adoption de ce bloc est nettement moins favorable quant au poids. Le W16 pèse en effet 400 kg, selon Bugatti, (50 kg/litre) soit nettement plus que les moteurs d'autres supercars, même dépourvues de suralimentation ; ainsi, à titre d'exemple, le 12-cylindres 6-litres de 660 ch de la Ferrari Enzo ne pèse que 225 kg (37,50 kg/litre) et le V10 de la Porsche Carrera GT de 5,7 litres, (37,54 kg/litre) fort de 612 ch, s'en tient à 214 kg.
En revanche, en ce qui concerne la puissance pure, le W16 permet de tenir les engagements de la marque. Officiellement, il développe ainsi très exactement 1 001 chevaux à 6 000 tr/min, une valeur qui serait en outre sous-évaluée, la puissance réellement développée par le moteur se situant plutôt aux alentours de 1 100 chevaux,.Le couple s'établit quant à lui à 1 250 Nm – soit 127,6 mkg, une valeur trois fois supérieure à ce dont dispose par exemple une Audi RS4 – et est disponible de manière constante entre 2 200 et 5 500 tr/min. Toujours à propos du couple, le W16 en développe déjà plus de 70 mkg au régime du ralenti. Le moteur de la Veyron Super-Sport de 2010 développe 1 200 chevaux à 6 400 tr/min.
Pour obtenir de tels niveaux de puissance, Bugatti a du recourir à des techniques généralement employées en compétition automobile ; ainsi, les bielles des pistons sont réalisées en titane et la lubrification du moteur se fait par carter sec. En outre, le moteur de la Veyron utilise quelques techniques de pointe, comme un système à courant ionique qui permet de faire varier le point d'allumage en cas de détection d'un éventuel raté.

### Contraintes thermiques
Les moteurs à combustion interne tels que le moteur à allumage commandé, dit « essence » par opposition au Diesel, que l'on retrouve sur les automobiles, se basent sur le cycle de Beau de Rochas. Le rendement d'un tel moteur correspond au rapport entre la puissance mécanique restituée et la puissance totale fournie par la combustion du carburant. Pour les moteurs à essence, ce rendement peut atteindre les 35 % permis par le cycle de Carnot ; ainsi, les 65 % restants sont dissipés par le bloc-moteur sous forme de chaleur. De plus, toute la puissance fournie à l'arbre moteur n'est pas transmise aux roues. Entre l'arbre moteur et les roues se trouvent les organes de transmission incluant embrayage, boite de vitesses et différentiels dont le rendement n'est pas parfait et qui contribuent donc à des pertes thermiques ; c'est également le cas des accessoires : l'alternateur et le système d'air conditionné prélèvent eux aussi de la puissance mécanique dont une petite partie est dissipée sous forme de chaleur. Finalement, plus de 70 % de l'énergie consommée par le moteur est dissipée sous forme de chaleur.
Le moteur de la Veyron n'échappe pas à cela. Ainsi, de par sa très forte puissance, d'importantes questions quant à son refroidissement se sont posées. Cette voiture est en outre conçue pour la route, elle doit donc pouvoir refroidir son moteur même à basse vitesse. Toute cette chaleur générée par le moteur est évacuée par les échappements et les différents échangeurs de chaleur. Le bloc-moteur est lui-même refroidi par quatre radiateurs équipés chacun d'un ventilateur. Ce groupe froid compte à lui seul 55 litres de liquide de refroidissement. De plus, la partie haute du moteur est à l'air libre afin de bénéficier d'un refroidissement naturel. Enfin, la lubrification du moteur est quant à elle assurée par un bain d'huile de 15 litres.

### Transmission

Schéma de fonctionnement simplifié d'une boîte de vitesses à double embrayage. Deux circuits distincts, ici en bleu et gris, actionnent l'un les rapports pairs, l'autre les rapports impairs. Quand une vitesse est engagée via le premier embrayage, la suivante est déjà pré-engagée via le second, ce qui permet d'accélérer le changement de rapport.

Pour faire passer au sol la puissance et le couple du W16, le choix de Bugatti s'est porté sur une transmission intégrale dotée d'une boîte séquentielle robotisée à double embrayage, de type DSG, conçue spécifiquement pour la Veyron et destinée à favoriser des changements de rapport rapides, sans rupture de couple. Disposée longitudinalement devant le moteur central comme sur la Lamborghini Countach présentée en 1971, et donc installée principalement entre les deux passagers, celle-ci compte sept rapports et est fournie par la société britannique Ricardo, spécialisée entre autres dans la fabrication de transmissions pour véhicules de sport et de compétition.
Très perfectionnée, la boîte de vitesses de la Bugatti coûte à elle seule aux environs de 100 000 € ; prévue pour encaisser le couple du W16 tout en maintenant un bon niveau de fiabilité, elle est réalisée en aluminium et en acier à haute résistance afin de pouvoir « digérer » plus de 1 400 N m de couple, ce qui explique son poids de 120 kg. Cette boîte est reliée aux quatre roues motrices par l'intermédiaire de deux différentiels – un à l'avant et un à l'arrière, ce dernier étant doté d'un système de blocage transversal à lamelles – développés également en collaboration avec Ricardo et conçus pour autoriser des variations dans la répartition du couple entre les trains avant et arrière ; en temps normal, cette répartition est de 30 % sur les roues avant et 70 % sur les roues arrière. L'ensemble est articulé autour d'un viscocoupleur central Haldex.
Les pneumatiques ont eux aussi dû être conçus spécifiquement pour la Veyron, en raison du poids du véhicule, de la puissance très élevée à passer au sol et de la vitesse de pointe visée. Développés et fabriqués par Michelin, ils peuvent soutenir de hautes pressions et températures et permettent d'atteindre une vitesse de 440 km/h. Conçus dans un mélange de gomme spécifique suivant le procédé PAX, qui permet un roulage même en cas de crevaison, ils sont en outre équipés d'un système de contrôle de leur pression.

### Châssis et structure
L'objectif de puissance de la Bugatti présente un inconvénient majeur : le poids. Le moteur et la boîte de vitesses pèsent à eux seuls plus de 500 kg, auxquels viennent s'ajouter de nombreux autres organes mécaniques : ponts et différentiels, arbres de transmission, suspensions, freins, roues, etc. Afin de permettre à la Veyron de conserver un potentiel sportif, les ingénieurs de la partie châssis du véhicule ont donc dû travailler avec des impératifs de poids, l'objectif étant de maintenir l'ensemble sous la barre des deux tonnes – un poids supérieur créerait de nouveaux problèmes à résoudre notamment au niveau des pneumatiques.
Pour ce faire, le choix général s'est porté sur une structure en fibre de carbone associée à des éléments de carrosserie en aluminium. La cellule centrale monocoque, qui abrite l'habitacle et donc les passagers, est entièrement réalisée en fibre de carbone par la société italienne ATR et constitue la clef de voûte de l'ensemble de la structure. Elle est reliée à l'avant à un berceau en aluminium extrudé, tandis que le berceau arrière – qui abrite le bloc-moteur – est constitué d'acier inoxydable mécano-soudé associé à des longerons longitudinaux faits de fibre de carbone. Cette structure est prolongée par des liaisons au sol et des organes périphériques eux aussi orientés vers la réduction des masses ; ainsi, si les triangles de suspensions sont réalisés en acier inoxydable, les moyeux, les ressorts des amortisseurs et même la ligne d'échappement sont en titane,.

### Système de freinage
En ce qui concerne le freinage, le défi posé aux ingénieurs peut se résumer comme suit : « Comment arrêter deux tonnes lancées à plus de 400 km/h ? ». Pour y répondre, Bugatti a retenu un système basé sur des disques de carbone/céramique de grand diamètre – 400 mm à l'avant et 380 mm à l'arrière – couplés à des étriers monoblocs en titane pourvus de huit pistons à l'avant et de six à l'arrière. Développés par la société britannique AP Racing, ceux-ci sont équipés de couronnes d'acier inoxydable munies d'une protection thermique en céramique et sont capables d'envoyer sur les plaquettes de freins une pression pouvant atteindre 180 bars.
Ces freins surdimensionnés, qui répartissent la force de freinage à hauteur de 60 % sur l'avant et 40 % sur l'arrière, permettent à la Veyron de freiner de 100 à 0 km/h en 31,40 mètres ; en outre, environ dix secondes suffisent pour passer de 400 km/h à l'arrêt complet. En ce qui concerne l'endurance, le système évite, selon le constructeur, le phénomène de fading, grâce à un circuit de ventilation élaboré, bien qu'après une série de vingt freinages successifs de 310 à 80 km/h, la température du liquide atteigne 220 °C et celles de la surface des disques, près de 1 000 °C.
Le système de freinage est assisté par une fonction aérodynamique spéciale de l'aileron arrière, un mode appelé « Airbrake » dont le rôle est comparable à celui d'un aérofrein. En cas de freinage appuyé depuis une vitesse supérieure à 200 km/h, celui-ci se déploie automatiquement en quatre dixièmes de seconde, adoptant un angle de 113 degrés par rapport à la route dans le sens de la marche afin d'une part d'accroître la résistance aérodynamique et donc la trainée du véhicule, et d'autre part de porter l'appui aérodynamique exercé sur l'essieu arrière à environ 300 kg, ce qui permet d'améliorer le couple de freinage des roues arrière et d'équilibrer le transfert de charge vers l'avant du véhicule,,.

### Travail aérodynamique

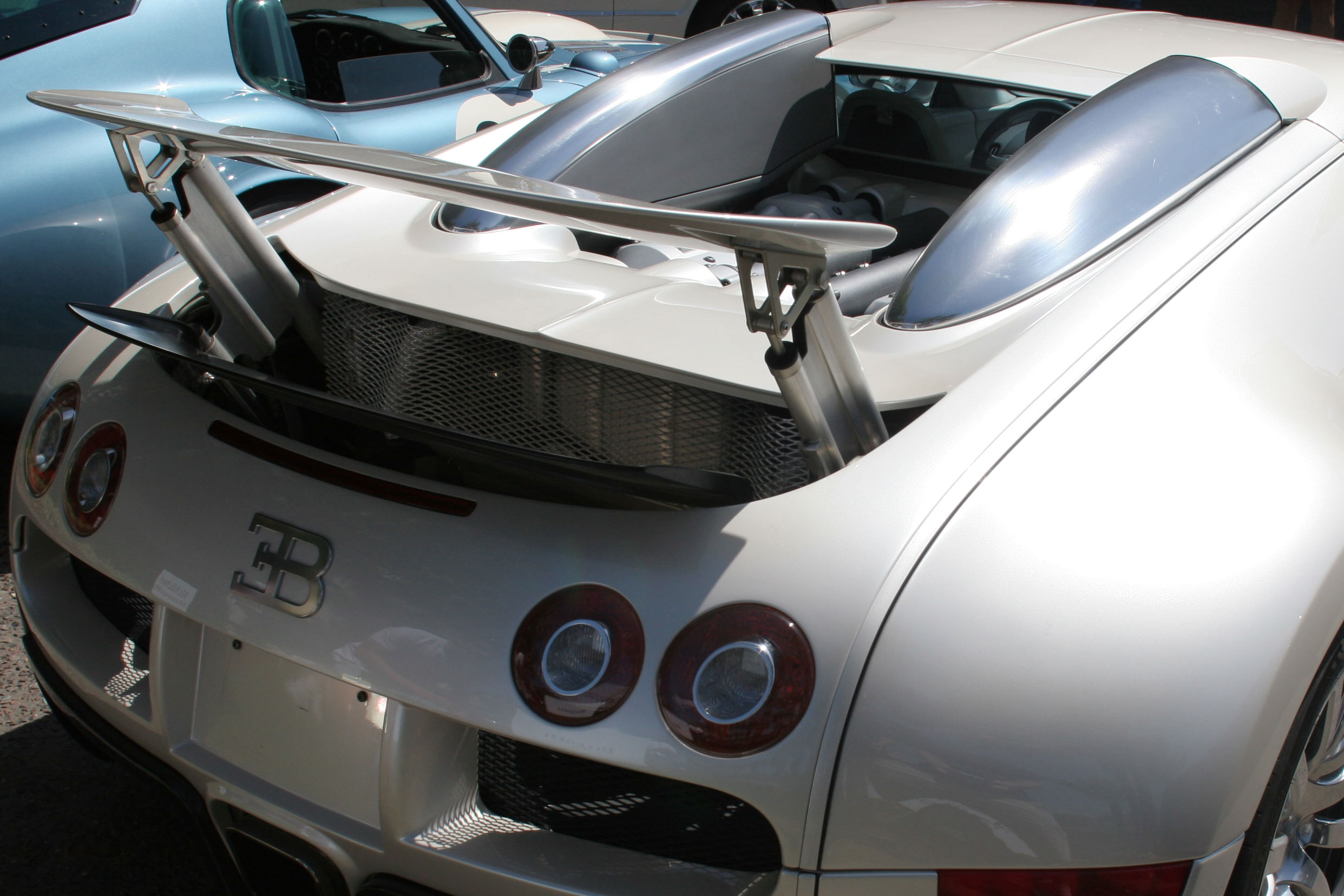
L'aileron arrière de la Veyron peut varier en hauteur et en inclinaison en fonction des conditions de conduite du véhicule.

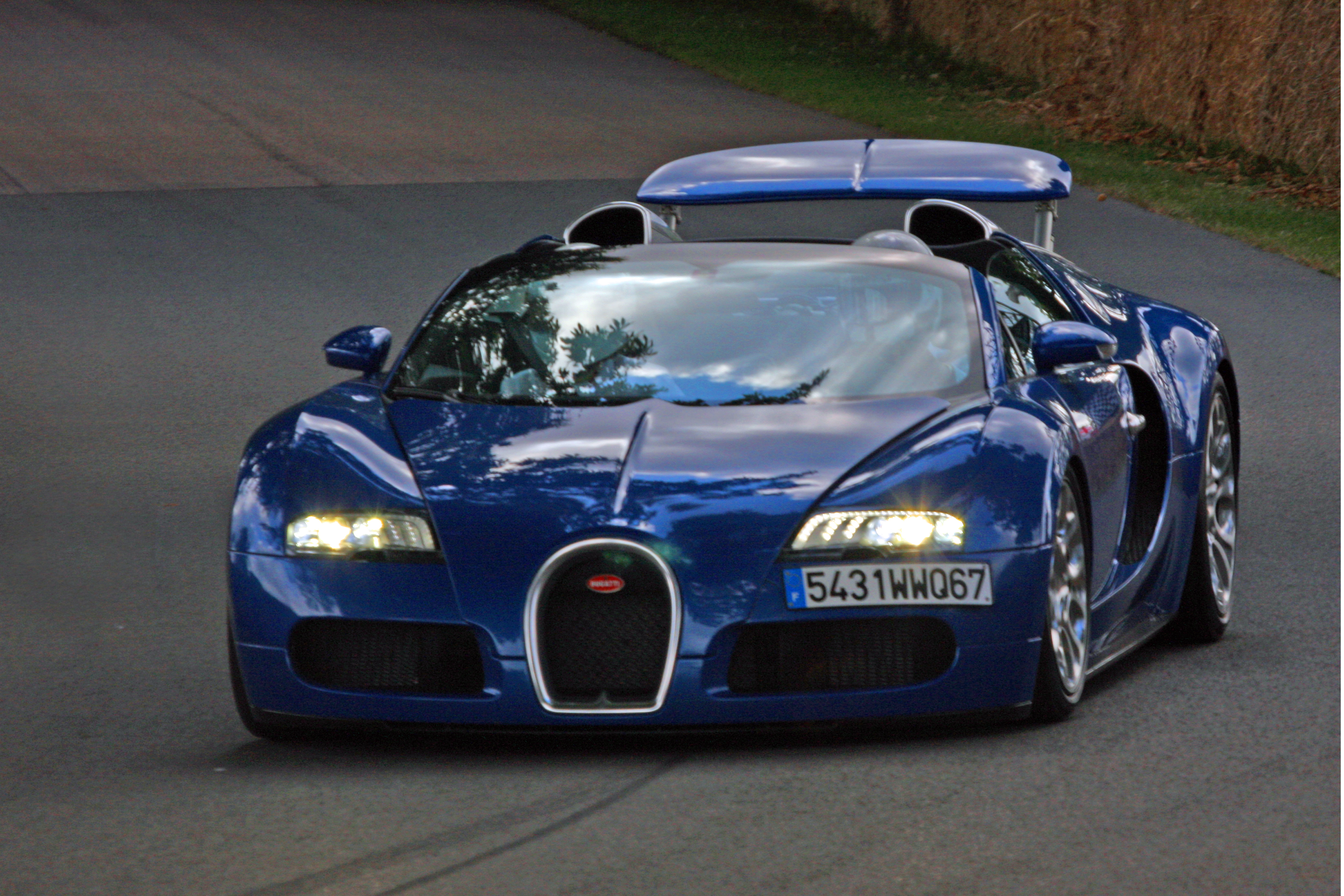
Une Veyron Grand Sport évoluant en mode Handling, avec son aileron déployé.

Vu les performances en matière de vitesse, l'aérodynamisme de l'ensemble est un élément essentiel dans la conception de l'automobile. D'une part, la carrosserie doit offrir une résistance aérodynamique aussi faible que possible pour permettre des reprises même aux vitesses supérieures à 200 km/h tout en autorisant une vitesse maximale de plus de 400 km/h. D'autre part, la portance négative mesurée aux essieux avant et arrière doit être répartie de manière que la voiture colle à la route. Dernier point : tous les organes à haute performance regroupés sous la carrosserie en aluminium doivent être refroidis de manière optimale, quelle que soit la vitesse.
Au cœur du dispositif de régulation se trouve un système hydraulique central géré par ordinateur, qui gère des appendices aérodynamiques et la garde au sol de la Veyron en fonction de sa vitesse. Pour augmenter la portance négative à l'avant, la partie inférieure de la carrosserie possède des clapets diffuseurs, disposés de chaque côté et pouvant se fermer ou s'ouvrir grâce à deux cylindres hydrauliques. Les flux arrière sont gérés par des diffuseurs inférieurs ainsi que par un aileron.
En dessous de 200 km/h, la garde au sol est de 125 mm, aux deux essieux. Dans cette utilisation, les clapets de diffusion restent ouverts, l'aileron arrière et les spoilers sont accolés à la carrosserie.
À partir de 220 km/h, l'ensemble de la caisse de la Veyron s'abaisse automatiquement pour adopter une garde au sol de 80 mm à l'avant, 95 mm à l'arrière. Les clapets de diffusion demeurent ouverts, l'aileron arrière comme les spoilers s'extraient automatiquement. Dans cette position, définie comme celle de « handling », la portance négative augmente, tant à l'avant qu'à l'arrière du véhicule. Lorsque la vitesse retombe au-dessous de 140 km/h, l'aileron réintègre sa position de repos. Libre au conducteur de piloter au-dessous de 220 km/h avec une portance négative accrue : une touche sur la console médiane lui permet de sélectionner manuellement le mode « handling ».
À 375 km/h, la voiture subit une portance négative de 350 kg. La décision d'évoluer au-delà de cette vitesse nécessite une manipulation du pilote avant le départ, ce qui doit lui permettre de confirmer sa connaissance du danger qu'une telle conduite implique. S'il estime qu'il peut frôler les 400 km/h, il doit donc utiliser une seconde clé, placée dans le cylindre à gauche du siège du conducteur. L'affichage mentionnera alors « Topspeed » (vitesse maximale).
Pour des raisons de sécurité, il doit suivre une liste de contrôles indispensables. Dans cette configuration à très haute vitesse, la carrosserie affiche une garde au sol de 65 mm à l'avant, de 70 mm à l'arrière. Les clapets de diffusion demeurent fermés et l'angle d'attaque de l'aileron arrière est réduit au minimum (le Cx baisse de 0,417 à 0,355) : la portance négative s'approche alors de zéro, afin de minimiser la résistance aérodynamique.
Lorsque la température des gaz s'échappant du moteur dépasse un seuil critique, l'aileron situé au-dessus s'ouvre automatiquement à un certain angle, dans une position, dite de « cool down » (rafraichissement).

## Réception

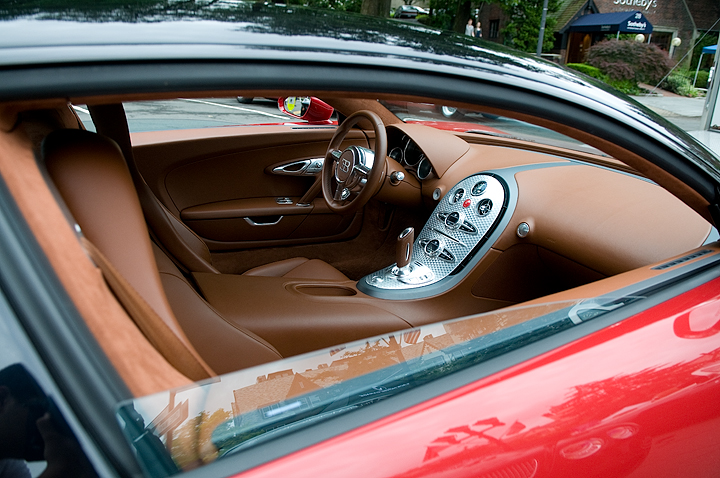
L'habitacle de la Bugatti propose des matériaux de qualité et une finition très soignée.

### Accueil et critiques
La Bugatti Veyron a été élue voiture de la décennie – pour les années 2000 – par l'émission télévisée britannique Top Gear.
L'une des critiques les plus virulentes envers la Bugatti Veyron est venue de Gordon Murray, ingénieur spécialisé dans l'automobile qui avait développé en son temps la McLaren F1 après une carrière de plus de vingt ans en Formule 1 ; celui-ci avait ainsi déclaré, pendant le développement de la voiture, que « l'exercice le plus dénué de sens sur cette planète est sans nul doute cette Bugatti de mille chevaux et quatre roues motrices, »

### Niveau de performances
Sur le terrain d'essais Volkswagen de Ehra-Lessien, la Veyron 16.4 a dépassé les 400 km/h, atteignant la vitesse maximale moyenne de 408,45 km/h, performance vérifiée par le Service de contrôle technique de l'Allemagne du Sud, le « TÜV Süddeutschland ». Cette vitesse en a fait la voiture de série la plus rapide au monde. En octobre 2005, la Veyron 16.4 a atteint les 415 km/h sur le lac de Bonneville[réf. nécessaire], record qui fut un temps dépassé par la SSC Ultimate Aero TT et la Koenigsegg CCXR.
La sortie de la version Super Sport de la Veyron permet à Bugatti de « récupérer » ce record, avec une pointe homologuée par le Livre Guinness des records à 431,072 km/h  le 4 juillet 2010,,. Cette dernière a été battue par la Hennessey Venom GT en 2014 et qui a atteint 435 km/h. Toutefois, le record de la Hennessey Venom GT n'est pas validé officiellement par le Livre Guinness des records ; pour l'homologation dans la catégorie « voiture de série », il aurait fallu que sa production soit au minimum de 30 exemplaires, alors qu'elle ne sera produite qu'à 29 exemplaires.
Lors des premiers tests sur l'anneau de Nardò, le pilote d'essai Loris Bicocchi a connu un accident à 400 km/h.

### Concurrence
En matière de performances, la Veyron n'a pas vraiment d'équivalent sur le marché, à part quelques préparations spéciales sur des voitures déjà très puissantes. Elle appartient à la catégorie dite des « hypercars », dans laquelle on peut également classer les (liste non exhaustive) :
- Lamborghini Sesto Elemento
- Hennessey Venom GT
- Ferrari LaFerrari
- Maserati MC12
- Koenigsegg Agera R et Regera
- Pagani Zonda
- McLaren F1 et McLaren P1
- SSC Ultimate Aero et Tuatara
- Gumpert Apollo, Apollo Enraged et Apollo S
- Pagani Huayra
- Zenvo ST1
- Lamborghini Aventador
- Ferrari Enzo
- Porsche 918 Spyder

## Évolution

### Production
La Veyron devrait être produite jusqu'en 2015, au rythme d'une cinquantaine de voitures par an, assemblées à la main, chaque véhicule requérant trois semaines de travail à une équipe de cinq personnes. La production totale devrait alors atteindre environ 450 exemplaires, toutes versions confondues. Le 300e et dernier exemplaire de la version 16.4 standard (1 001 chevaux) a été livré à un propriétaire européen à l'automne 2011. Hormis certaines éditions très limitées, comme la Centenaire Edition (quatre exemplaires), il est difficile d'évaluer la répartition entre les différentes versions.
Un exemplaire de présérie de la Veyron coupé, numéroté 501, a été vendu à Daniel Irion, un collectionneur français. C'est ce même exemplaire qui aurait atteint les 417,4 km/h sur le lac salé de Bonneville.

### Prix
Depuis son lancement, la Veyron a subi une forte inflation tarifaire. Tandis que les premiers modèles se sont vendus à 1,64 million d'euros TTC, la dernière édition Grand Sport Vitesse notamment s'affiche à plus de 2 millions d'euros[Où ?].

### Veyron 16.4 coupé standard

#### Éditions spéciales

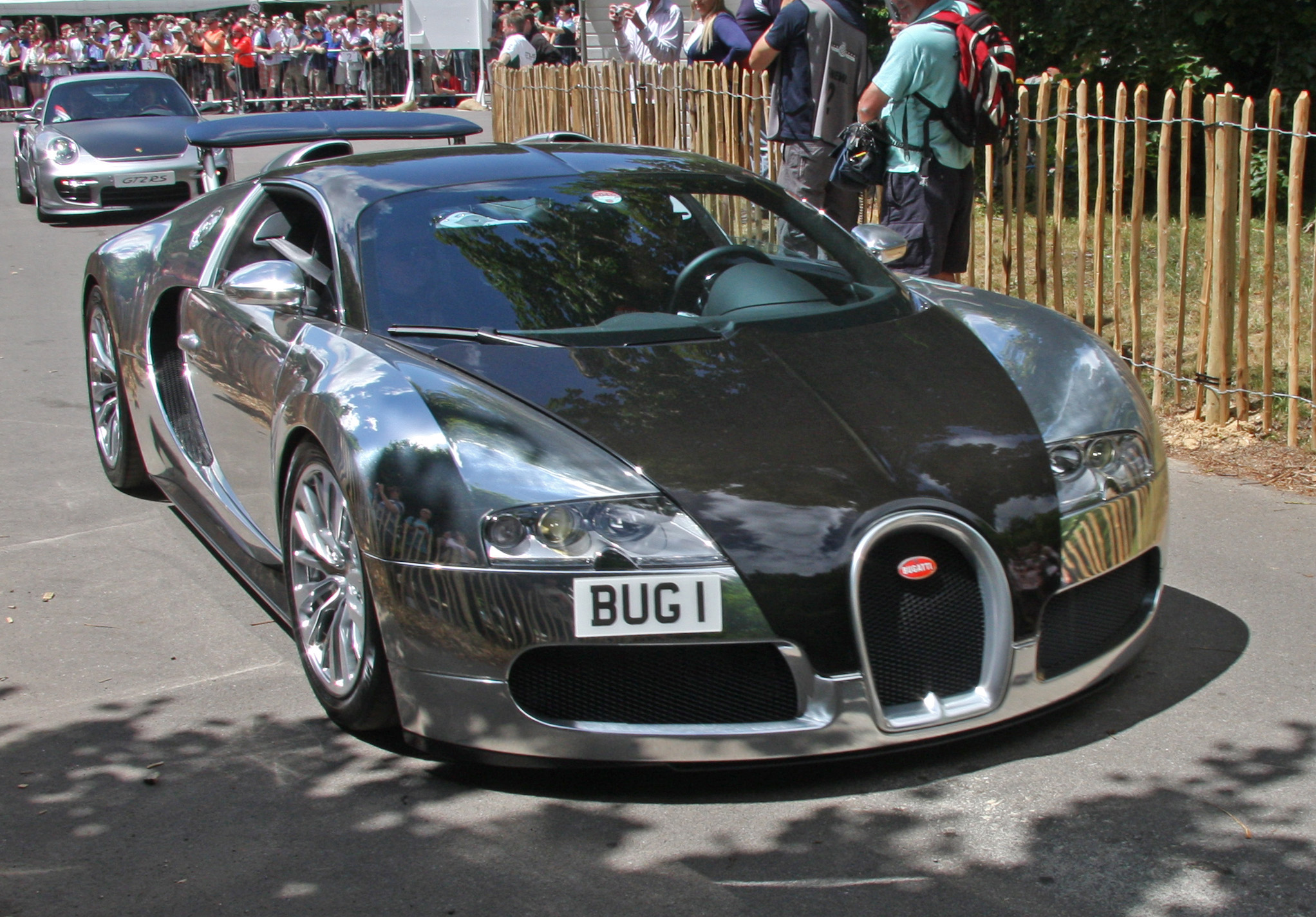
Édition spéciale Pur Sang.

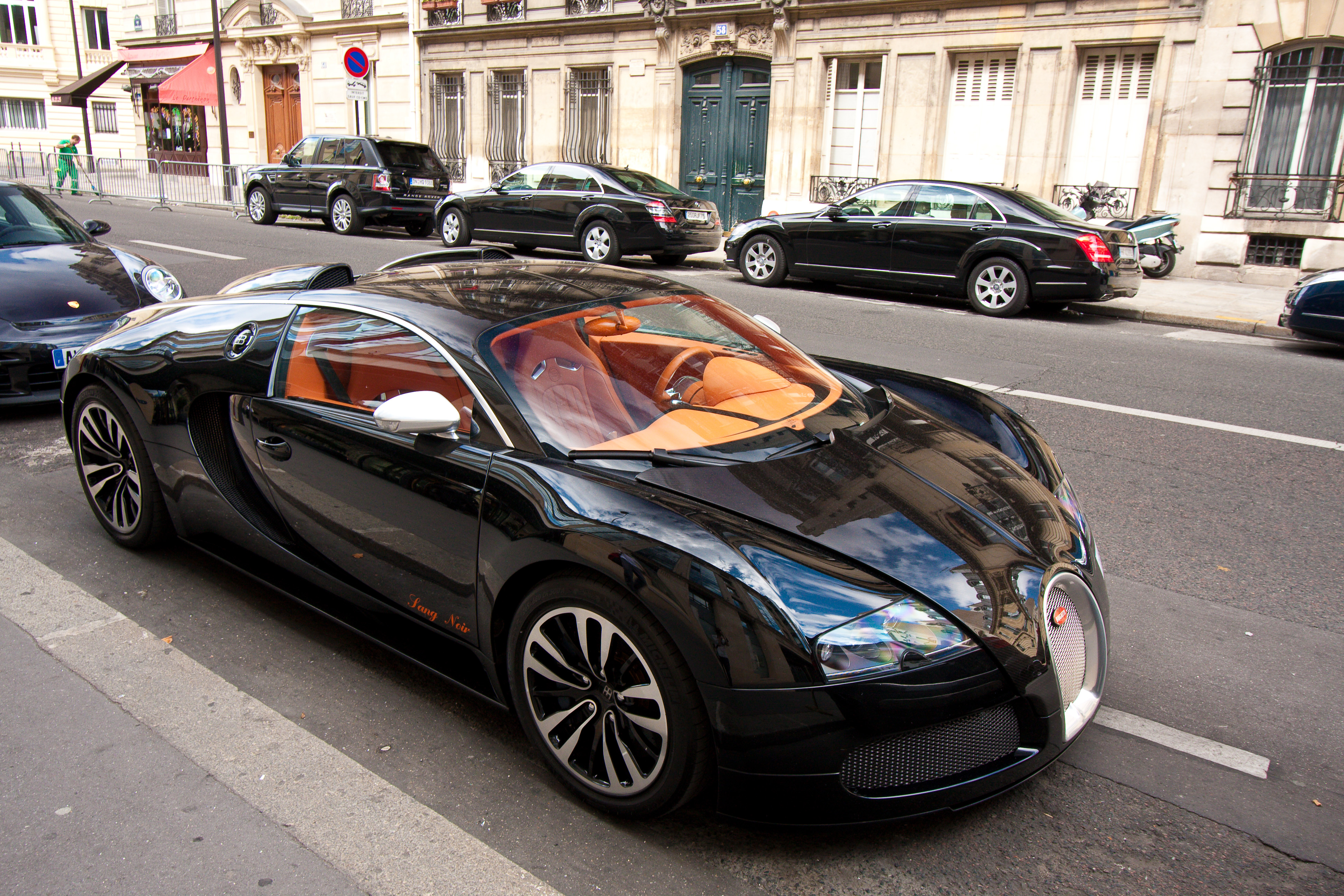
Édition spéciale Sang Noir.

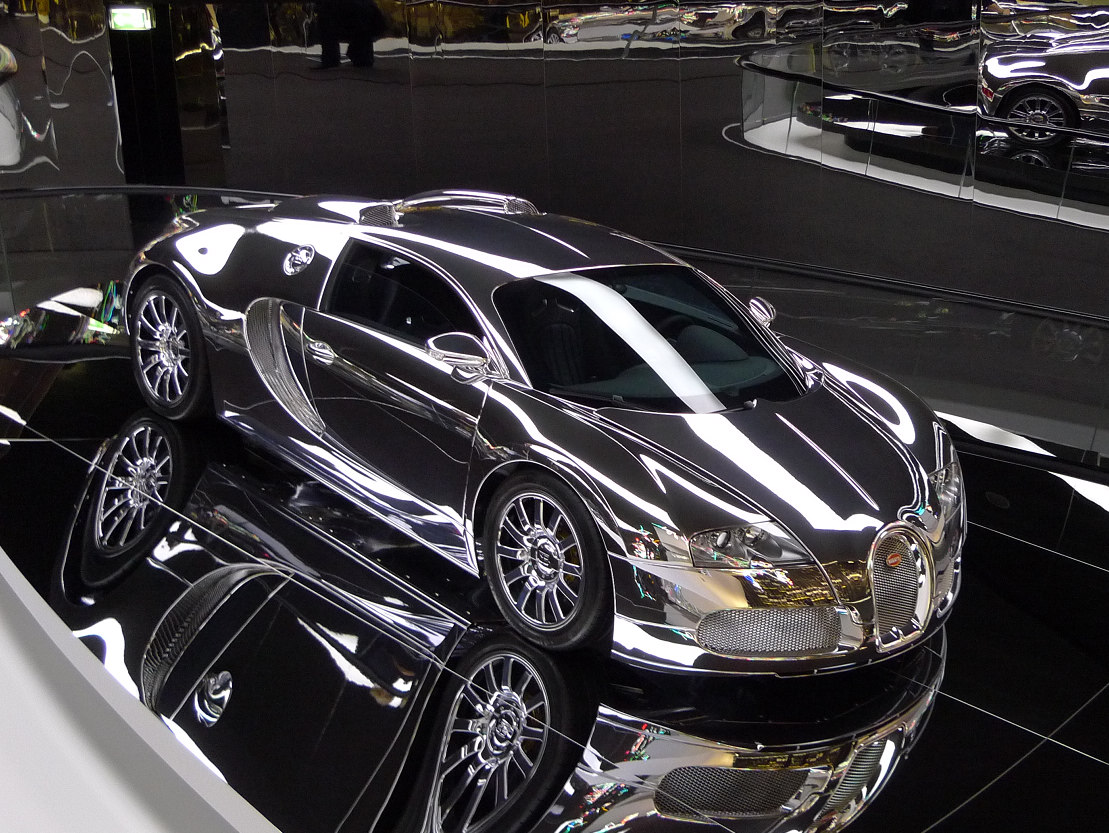
Édition spéciale Mirror.

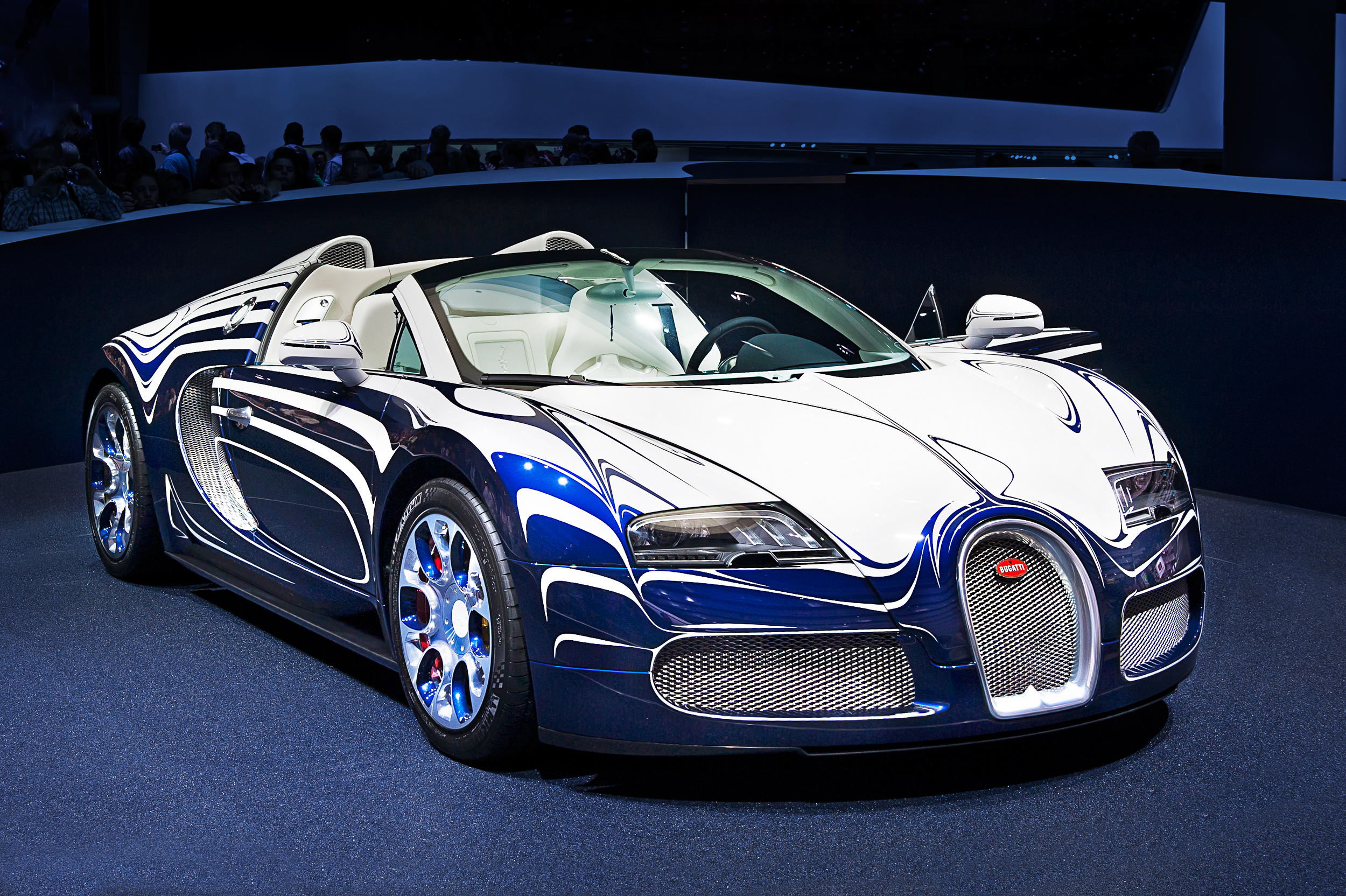
Édition spéciale L'Or Blanc au Salon de Francfort 2011.

- Pegaso Edition[53] : un riche Ukrainien habitant à Dubaï a fait construire cet exemplaire unique au monde de la Veyron qui d'après certaines rumeurs verrait sa puissance passer de 1 001 à 1 200 ch. Elle fut pendant longtemps exposée devant le célèbre Mall of Emirates. La voiture était immatriculée « C1 ».
- Pur Sang[54] : la version spéciale Pur Sang, dévoilée le 11 septembre 2007[55] au salon de Francfort, est basée sur la version « standard ». La différence est l'utilisation abondante de carbone (pour le capot, la cellule passagers, le bloc-moteur) et d'aluminium, ainsi que les jantes, inédites, en aluminium poli. Les Pur Sang ne sont pas peintes, ce qui leur permet d'économiser 100 kg sur la balance[56]. Il n'en existe que cinq exemplaires au monde.
- Fbg par Hermès[57] : cette série spéciale, dévoilée en mars 2008 au Salon de Genève, est le fruit du travail du sellier français Hermès, afin de rappeler la collaboration passée entre les deux grandes marques. Cette série n'évolue pas techniquement. Quelques maigres modifications esthétiques permettent de la distinguer : blasons Hermès (contre-portes, trappe à essence, centre des jantes), cuir bicolore en six combinaisons possibles (deux combinaisons initialement, et quatre supplémentaires annoncées à l'été 2008)[58], jantes à huit branches spécifiques, sac de voyage spécial et maillage plus fin de la grille de calandre[59].
- Sang Noir[60] : la Sang Noir Edition est inspirée, selon Bugatti, par l'authentique Bugatti Type 57S Atlantic. Les modifications esthétiques sont mineures. La plupart des détails extérieurs ont été peints en noir, avec quelques touches de chrome. L'intérieur est de couleur orange vif et noir laqué. La Sang Noir est une série limitée à quinze exemplaires[61]. Bugatti n'y a apporté aucune modification technique.
- Bleu centenaire[62] : en hommage aux 100 ans de Bugatti, Bugatti Automobiles SAS a présenté au Salon de Genève 2009 la Veyron Bleu centenaire. Celle-ci est unique et possède le même moteur que la Veyron standard. Les ailes sont peintes en bleu mat et le reste en bleu brillant. La caméra de recul fait son apparition et les jantes sont spécifiques. On peut la confondre avec la version Centenaire Edition dans sa couleur bleue également, mais aux ailes chromées.
- Édition Centenaire[63] : présentée au concours d'élégance de la Villa d'Este en avril 2009, l'Édition Centenaire est selon Bugatti « un hommage à l'âge d'or automobile ». Quatre véhicules composent cette édition spéciale, dans quatre couleurs différentes, représentant chacun une grande nation européenne dans les années 1920. Les quatre ont en commun les ailes chromées. Le haut des sièges arbore la signature du pilote[64] de la Type 35 dont la Veyron s'inspire. Chacune symbolise un pilote de l'époque : bleue : Jean-Pierre Wimille ; rouge : Achille Varzi ; verte : Malcolm Campbell ; beige : Hermann Zu Leiningen.
- Mirror[65] : cette Veyron a reçu une finition 100 % miroir, elle est actuellement exposée à l'Autostadt, le musée de Volkswagen. Elle a été créée par le Berlinois Olaf Nicolai.

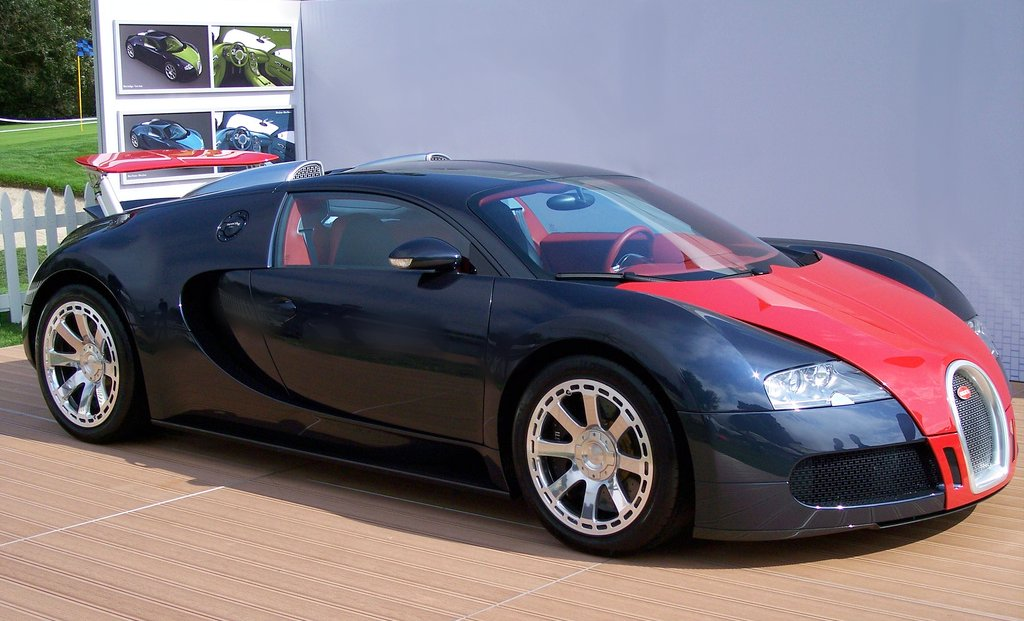
Bugatti Veyron Hermes.
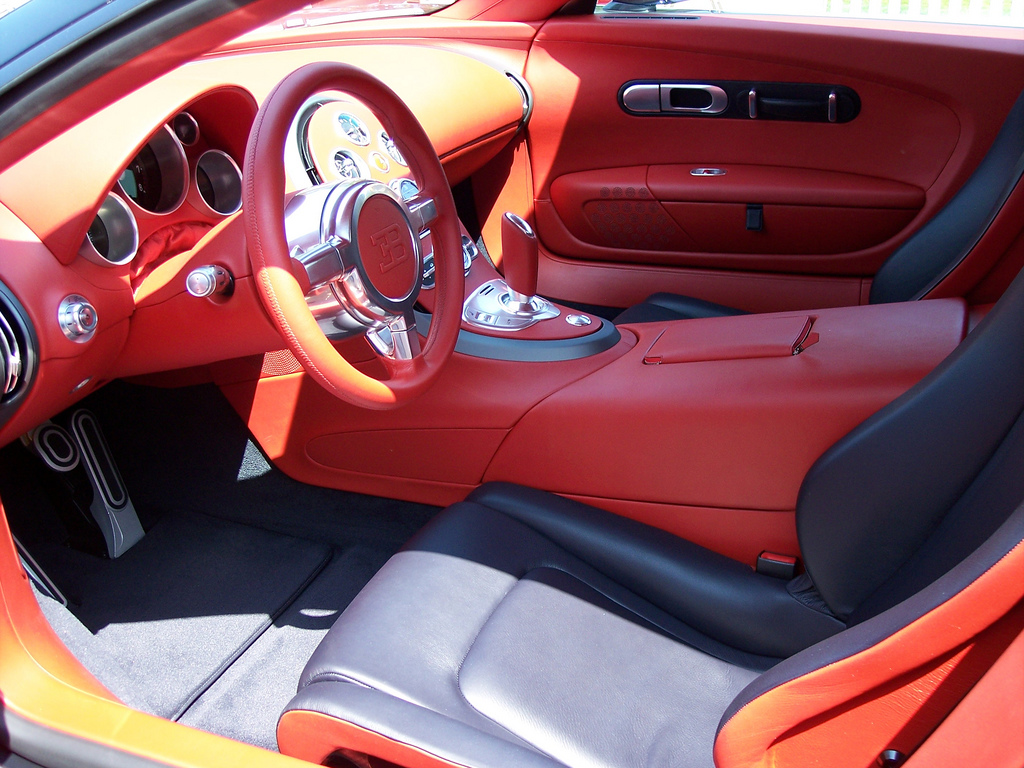
Habitacle de la Bugatti Veyron Hermes.
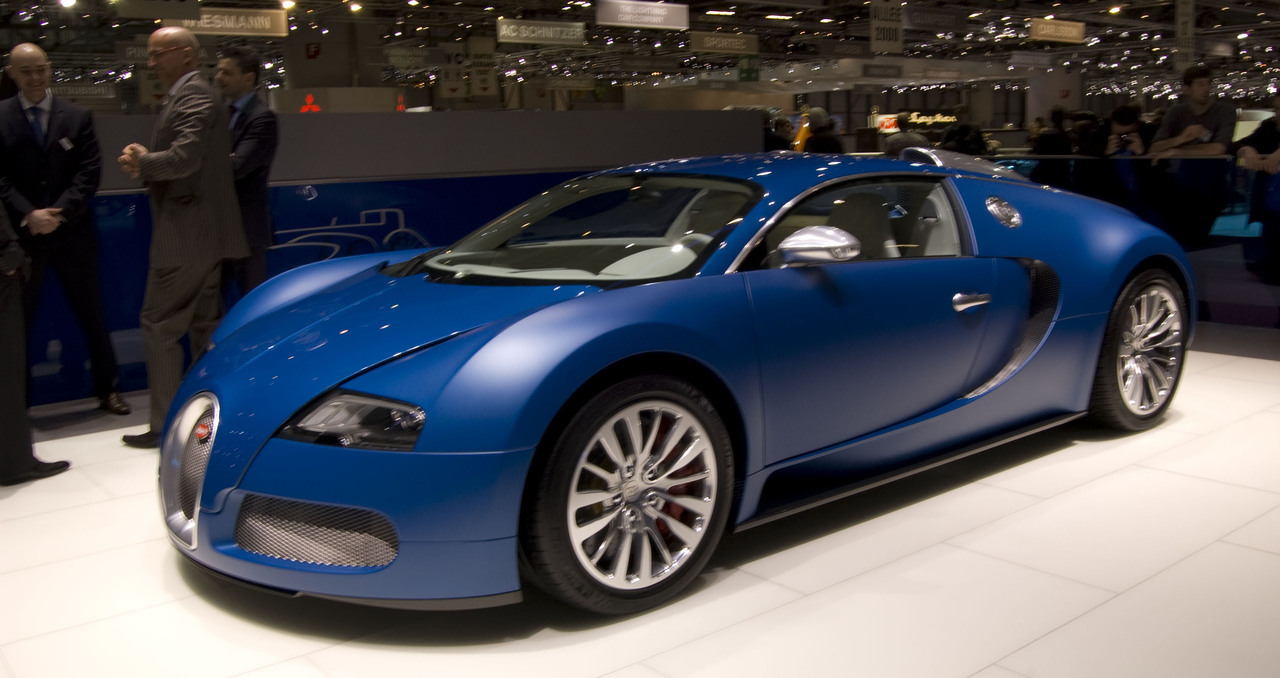
Édition unique de la Bleu Centenaire.
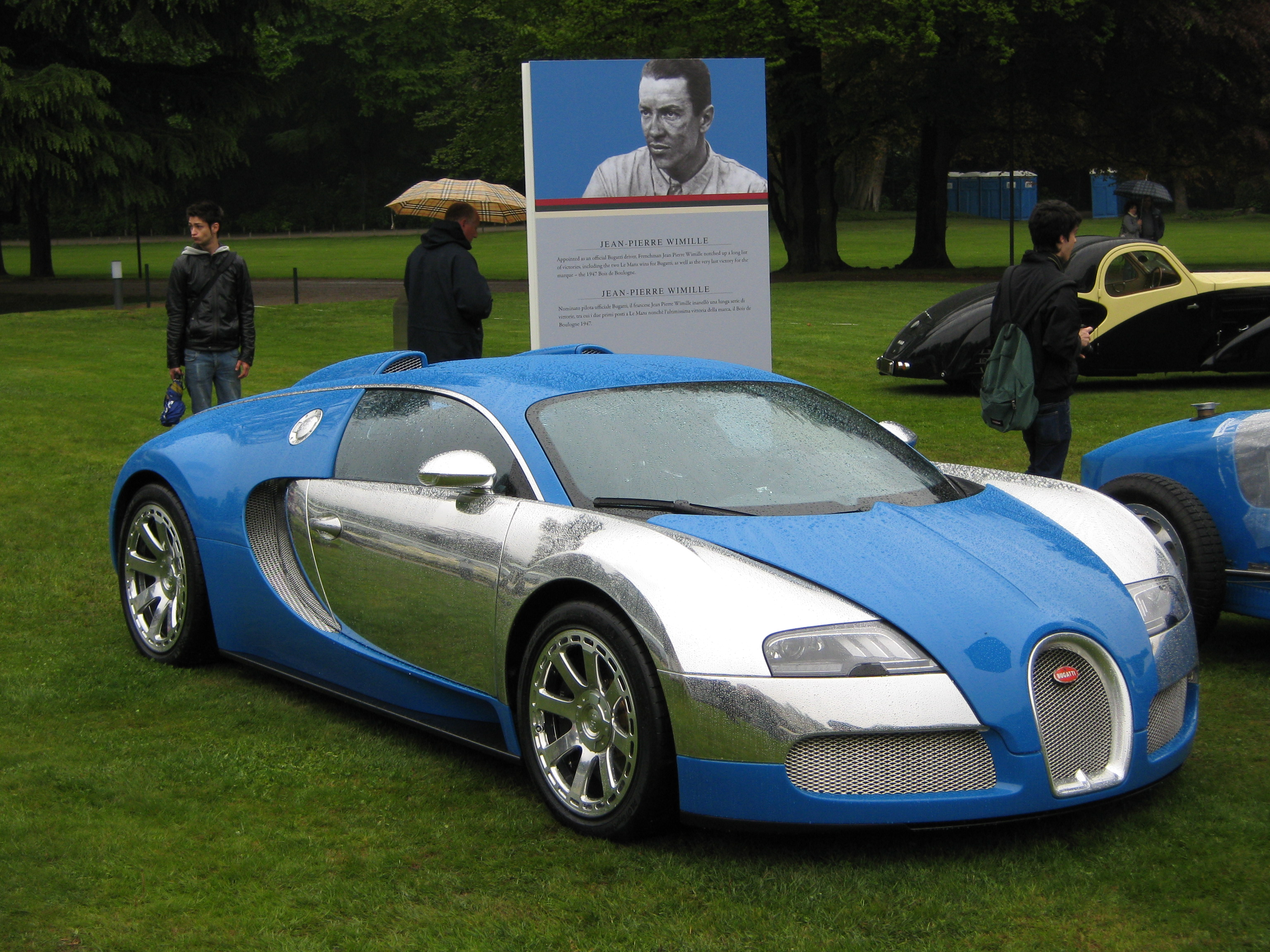
Une des quatre Bugatti Veyron Édition Centenaire.
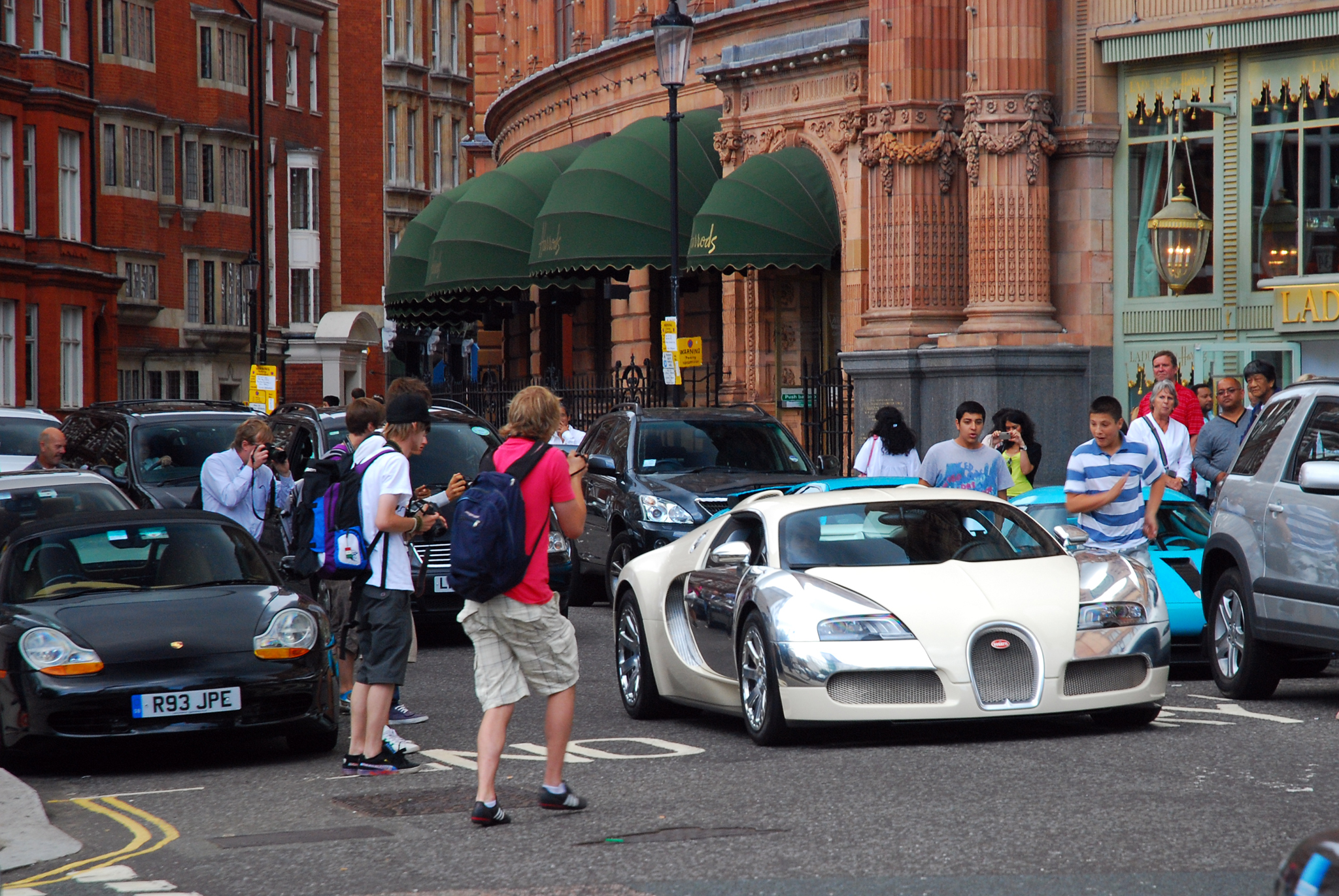
Une autre Veyron Centenaire à Londres.

### Veyron Grand Sport

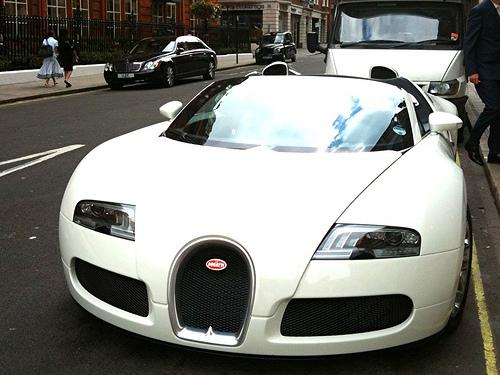
Bugatti Veyron Grand Sport.

La voiture a été dévoilée au Pebble Beach Concours d'Elegance le 15 août 2008, et le premier modèle a été vendu aux enchères pour un montant de plus de 3 M$. La production devrait commencer au printemps 2009, pour un volume global de 150 modèles. À la mi-mars 2011, ce modèle est une déception puisque seulement quarante modèles ont été vendus.

#### Éditions spéciales
- Sang Bleu[68] : contrairement aux éditions précédentes, celle-ci est basée sur la version Grand Sport découvrable (1 200 chevaux). Les modifications sont mineures une fois encore. Il s'agit d'un exemplaire unique, au prix inconnu.
- Grey Carbon[69] : comme son nom l'indique, la Grey Carbon, dévoilée en mars 2010 au Salon de Genève avec la Royal Dark Blue est réalisée majoritairement en fibre de carbone, tandis que toute la partie basse est en aluminium poli. Aucune modification technique au programme, elle est toujours basée sur la Grand Sport de 1 200 chevaux.
- Royal Dark Blue[70] : cette édition spéciale se caractérise par la combinaison des couleurs blanche et bleue ; l'habillage intérieur est spécifique. Présentée à Genève en 2010 avec la Grey Carbon, elle n'apporte pas de nouveauté technique ni esthétique particulière.
- Matte White.
- L'Or Blanc[71] : cette version, dévoilée le 30 juin 2011 sur la base de la Grand Sport (décapotable donc), est une collaboration avec la manufacture royale de porcelaine de Berlin (KPM). Quelques touches de porcelaine sont présentes à divers endroits pour créer une énième série spéciale de la Veyron.
- Red Edition : cette édition, dévoilée au Salon de Francfort de 2011 n'évolue pas techniquement. Elle est découvrable et propose 1 001 chevaux. Sa seule particularité est d'être intégralement rouge (carrosserie, jantes et intérieur).
- Grand Sport Blanc Noir Édition : cette Veyron, livrée à Dubaï, arbore une robe bicolore, blanc mat pour les flancs, et noir brillant pour le capot, les roues, le spoiler, les aérations moteur. Elle se distingue par ailleurs par une inscription « Blanc Noir » sur le bas des portes.
- Bernar Venet[72] : cette édition spéciale de la Veyron Grand Sport rend hommage à l'artiste français Bernar Venet. Les formules mathématiques inscrites sur la voiture s'ont inspirés des formules techniques servant à calculer la puissance du moteur W16 de la voiture.

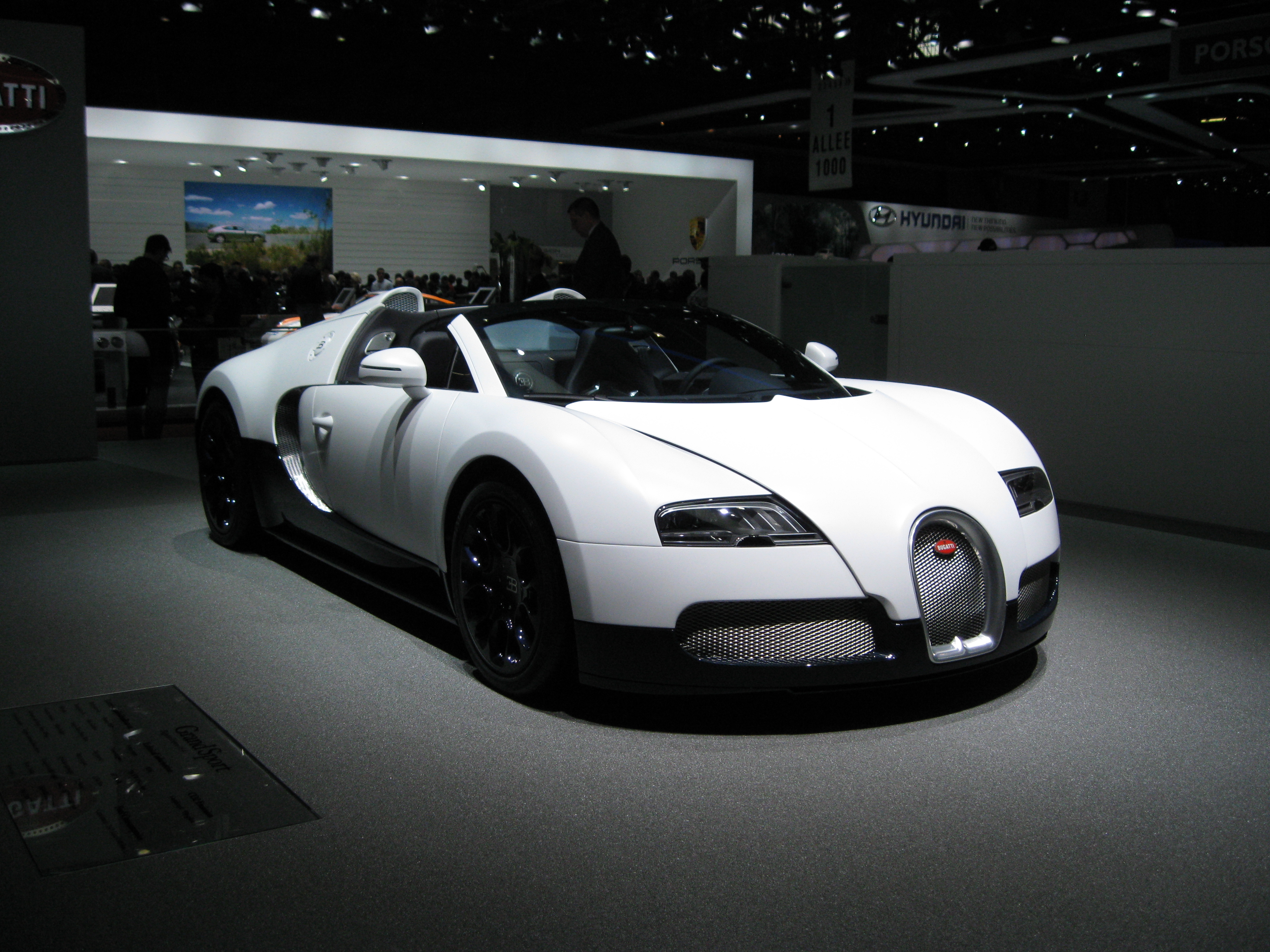
Édition spéciale Matte White au salon de Genève 2011.
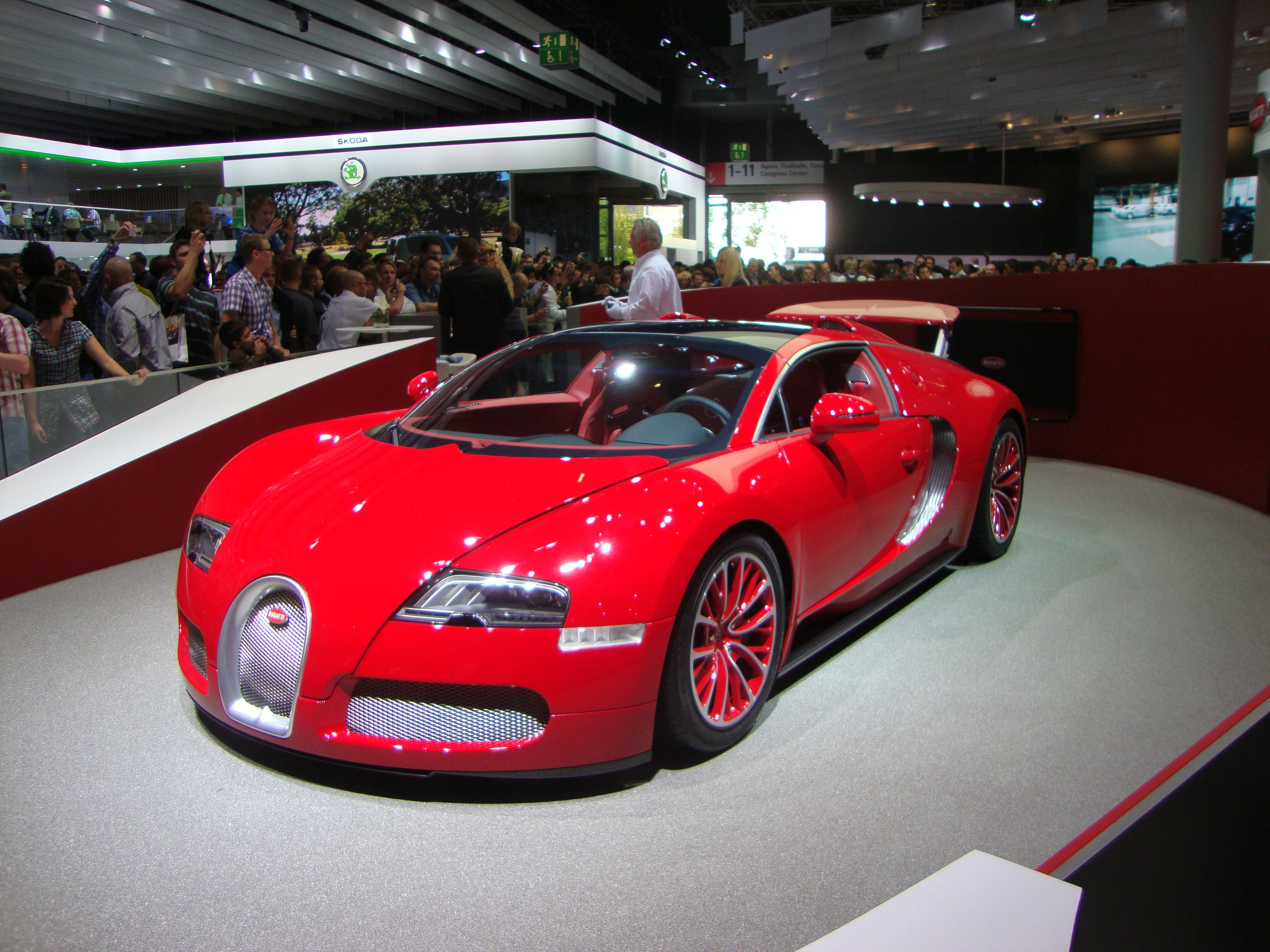
Édition spéciale Red Edition au salon de Francfort 2011.

### Veyron Super Sport

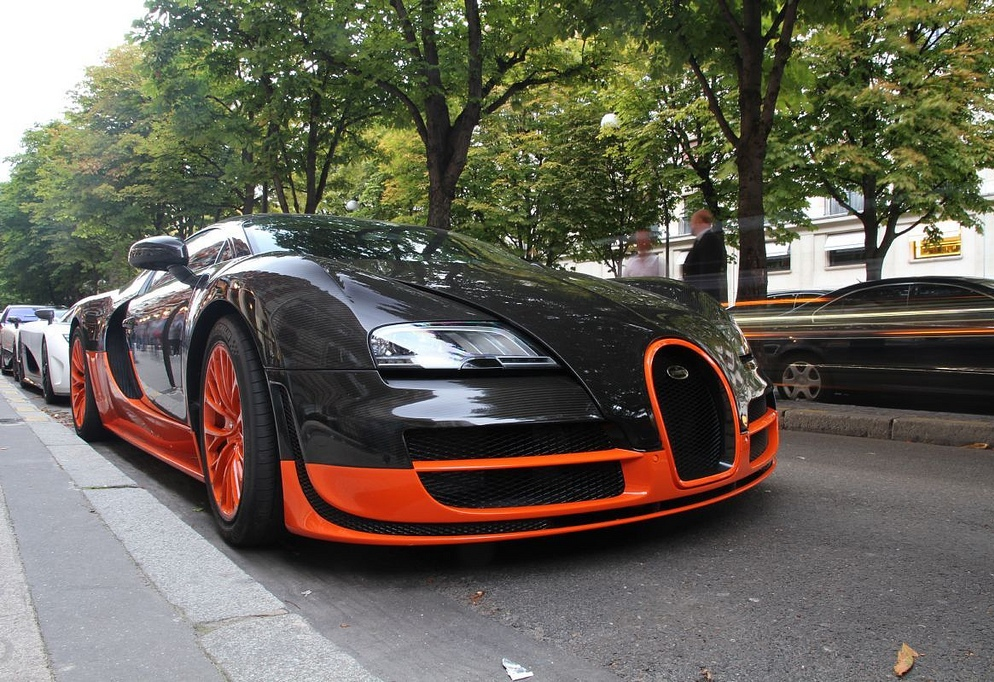
Édition Record du Monde.

Cette édition de la Veyron, produite à quarante-huit exemplaires seulement (tous vendus), est la première à proposer des modifications autres qu'esthétiques. Ainsi, outre des modifications apportées à la carrosserie afin d'améliorer l'aérodynamique et le rapport poids/puissance, la Super Sport propose une évolution mécanique. Le W16 voit ainsi sa puissance portée de 1 001 à 1 200 ch, et son couple maximal de 1 250 à 1 500 N m.
Cette Veyron a établi un record de vitesse homologué par le Livre Guinness des records ainsi que le TüV (le 2 juillet 2010, piloté par Pierre-Henri Raphanel) à 431,072 km/h (427,933 face au vent et 434,211 dos au vent). Seuls cinq exemplaires de l'édition record du monde (WRE) sont produits. La version commercialisée est bridée à 415 km/h afin de préserver les pneumatiques de série,.

#### Éditions spéciales
- Édition Merveilleux.
- Le Saphir Bleu : modèle unique de la Bugatti Veyron Super Sport.
- Sang Noir
- Edition Spéciale Record du Monde

### Veyron Grand Sport Vitesse
Cette version reprend le châssis de la version Grand Sport, tout en étant équipé du groupe motopropulseur et de la carrosserie de la version Super Sport. Elle peut atteindre 410 km/h et effectue le 0 à 100 km/h en 2,6 s. Sa masse est de 1 990 kg.
En 2013, cette voiture a atteint la vitesse de 408,84 km/h avec le toit retiré, obtenant ainsi le titre de découvrable la plus rapide.

#### Éditions spéciales

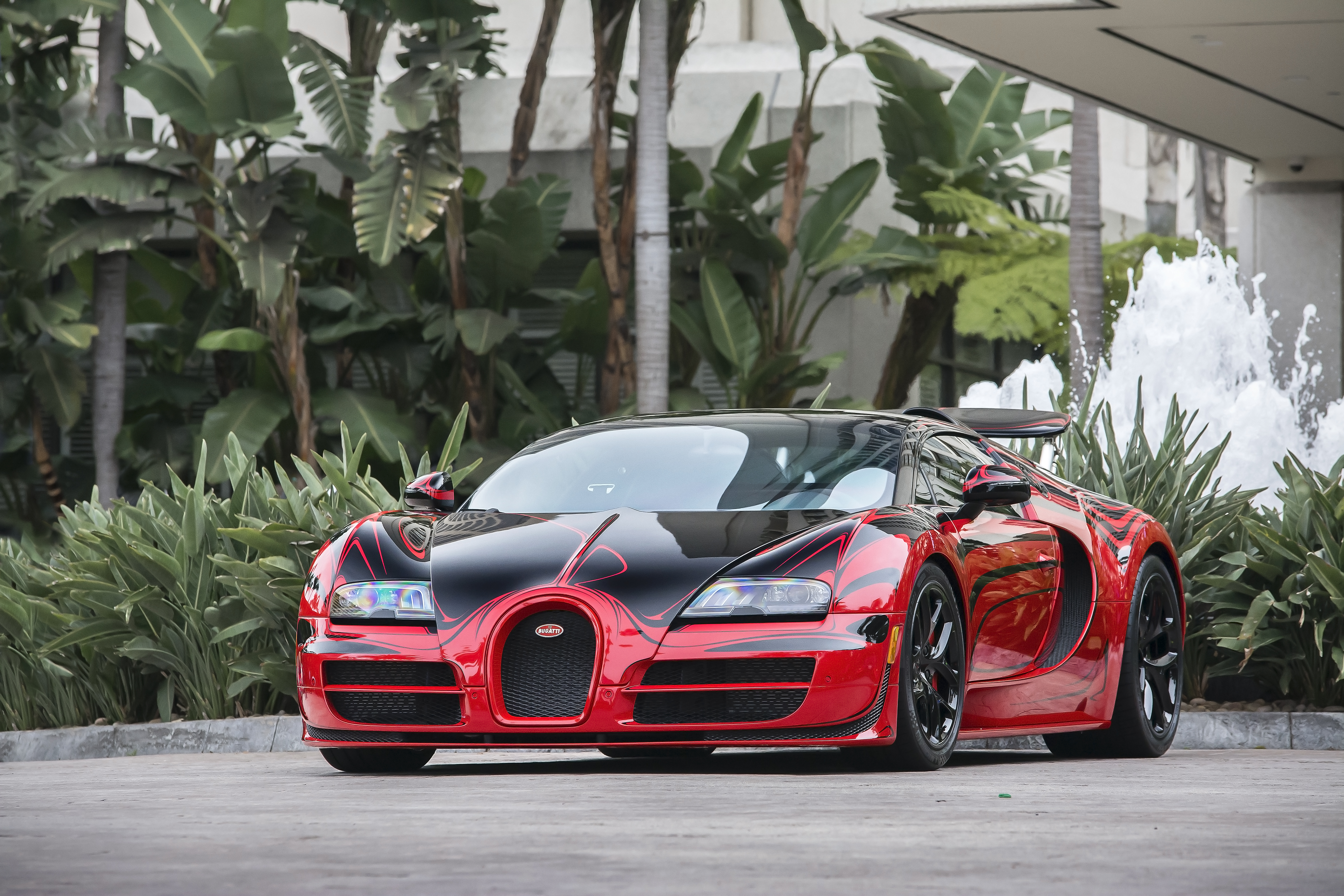
Bugatti Veyron Grand Sport Vitesse L'Or Rouge au Targa Trophy 2015.

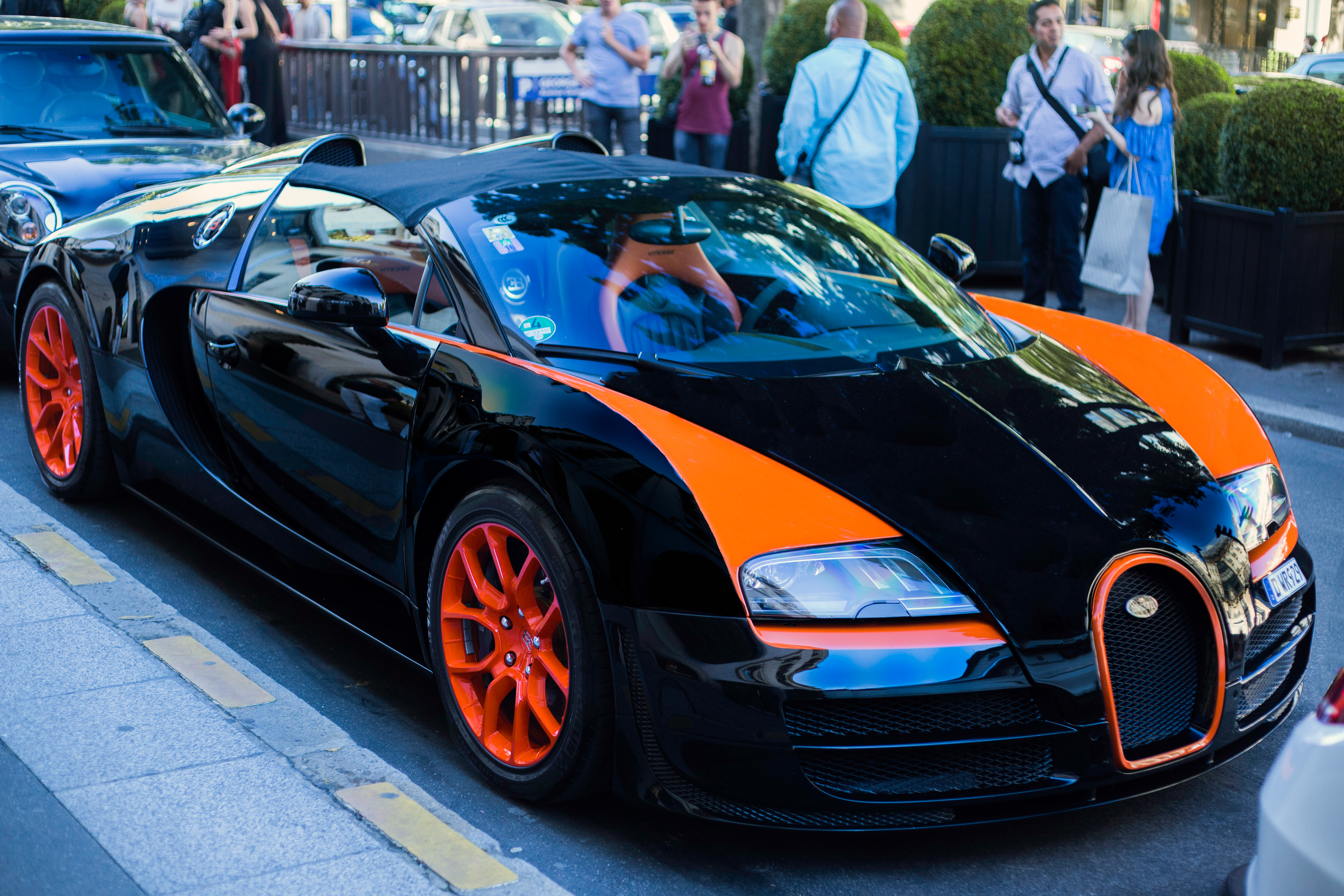
Une Veyron Grand Sport Vitesse WRC à Paris en 2016.

- L'Or Rouge, série limitée à 2 exemplaires sur base de Veyron Grand Sport Vitesse.
- Jean-Pierre Wimille.
- Jean Bugatti : cette version, deuxième volet de la série Légendes de Bugatti, a été dévoilée au Salon de Francfort de 2013. Cette fois-ci, c'est Jean Bugatti, le fils d'Ettore, qui a été honoré. Même puissance, même moteur, cette Veyron Vitesse n'évolue pas. Elle se pare d'une carrosserie en carbone noire. La calandre est en platine. Cette édition est limitée à trois exemplaires, tous vendus.
- Ettore Bugatti [75].
- Meo Costantini.
- Elisabeth Junekh.
- WRC : cette édition limitée à huit exemplaires a tenté de battre le record de vitesse pour un cabriolet, le résultat est une vitesse moyenne de 408,84 km/h toit retiré et vitres latérales levées (le 11 avril 2013)[76][source secondaire nécessaire].
- Black Bess [77].
- Rembrandt.
- La Finale : ce dernier exemplaire de la Veyron, présenté au salon de Genève 2015, porte le numéro de châssis 450.

## Caractéristiques techniques
| Version                 | Veyron 16.4                    | Veyron Grand Sport             | Veyron Super Sport             | Veyron Grand Sport Vitesse     |
| Années de production    | 2005-2011                      | 2009-2015                      | 2010-2011                      | 2012-2015                      |
| Production totale       | 252 exemplaires                | 58 exemplaires                 | 48 exemplaires                 | 92 exemplaires                 |
| Prix de base            | 1 225 000 €                    | 1 495 000 €                    | 1 912 000 €                    | 2 090 000 €                    |
| Type de production      | Voiture de série               | Voiture d'exception            | Voiture d'exception            | Voiture d'exception            |
| Classe                  | Hypercar                       | Hypercar                       | Hypercar                       | Hypercar                       |
| Énergie                 | Essence                        | Essence                        | Essence                        | Essence                        |
| Moteur(s)               | W16 8.0 L Turbo                | W16 8.0 L Turbo                | W16 8.0 L Turbo                | W16 8.0 L Turbo                |
| Position du moteur      | Longitudinale centrale arrière | Longitudinale centrale arrière | Longitudinale centrale arrière | Longitudinale centrale arrière |
| Puissance Maximale      | 1001 ch                        | 1001 ch                        | 1200 ch                        | 1200 ch                        |
| Couple Maximal          | 1250 Nm                        | 1250 Nm                        | 1500 Nm                        | 1500 Nm                        |
| Transmission            | Intégrale                      | Intégrale                      | Intégrale                      | Intégrale                      |
| Boîte de vitesses       | Automatique à 7 rapports       | Automatique à 7 rapports       | Automatique à 7 rapports       | Automatique à 7 rapports       |
| Vitesse maximale        | 407 km/h                       | 405 km/h                       | 431 km/h                       | 410 km/h                       |
| 0 à 100 km/h            | 2,6 s                          | 2,7 s                          | 2,5 s                          | 2,6 s                          |
| 0 à 200 km/h            | 7,3 s                          | 7,5 s                          | 6,7 s                          | 7,1 s                          |
| 0 à 300 km/h            | 16,5 s                         | 16,8 s                         | 14,6 s                         | 15,2 s                         |
| Consommation mixte      | 24,1 L/100 km                  | 24,1 L/100 km                  | 23,1 L/100 km                  | 23,1 L/100 km                  |
| Emission de CO2         | 574 g/km                       | 574 g/km                       | 539 g/km                       | 539 g/km                       |
| Rapport poids/puissance | 1,89 kg/ch                     | 1,97 kg/ch                     | 1,53 kg/ch                     | 1,66 kg/ch                     |
|                         |                                |                                |                                |                                |
| Carrosserie             | Coupé 2 portes (2 places)      | Roadster 2 portes (2 places)   | Coupé 2 portes (2 places)      | Roadster 2 portes (2 places)   |
| Portières               | classiques                     | classiques                     | classiques                     | classiques                     |
| Masse à vide            | 1888 kg                        | 1968 kg                        | 1838 kg                        | 1990 kg                        |

### Bloc motopropulseur

#### Moteur
- 16-cylindres en W en alliage léger ; ouvertures à 15, 57 et 15° ; suralimenté par quatre turbocompresseurs Garrett à géométrie variable.
- 2 Culasses en alliage léger ; 2 x 2 arbres à cames en tête ; 64 soupapes.
- Position centrale arrière longitudinale.
- Système d'ouverture variable des soupapes à l'admission et à l'échappement.
- Injection électronique Bugatti.

#### Transmission
- Transmission intégrale.
- Boîte de vitesses à double embrayage de type DSG à sept rapports, en alliage léger, longitudinale placée en avant du moteur comme sur les V12 Lamborghini.
- Commande de boîte robotisée séquentielle.
- Différentiel central autobloquant à visco-coupleur.
- Systèmes électroniques anti-patinage et de contrôle de trajectoire.

### Structure

#### Châssis
- Structure en aluminium.
- Éléments de carrosserie en fibre de carbone et en aluminium.
- Cx : 0,393.
- Direction hydraulique à crémaillère, assistée.
- Diamètre de braquage : 12 m.

#### Dimensions
|                                            | 16.4 « standard » | 16.4 Grand Sport Vitesse | 16.4 Super Sport |
| ------------------------------------------ | ----------------- | ------------------------ | ---------------- |
| Longueur                                   | 4 462 mm          | 4 470 mm                 | 4 462 mm         |
| Largeur                                    | 1 998 mm          | 1 998 mm                 | 1 998 mm         |
| Hauteur (suspensions en mode 1)            | 1 204 mm          | 1 219 mm                 | 1 219 mm         |
| Empattement                                | 2 710 mm          | 2 710 mm                 | 2 710 mm         |
| Voie avant                                 | 1 714             | 1 715                    | 1 715            |
| Voie arrière                               | 1 617 mm          | 1 618 mm                 | 1 618 mm         |
| Poids à sec annoncé par le constructeur    | 1 888 kg          | 1 990 kg                 | 1 838 kg         |
| Poids contrôlé en ordre de marche          | 2 200 kg          | 2 200 kg                 | 2 200 kg         |
| Répartition du poids (avant/arrière en %)  | 45 / 55           | 45 / 55                  | 45 / 55          |
| Rapport poids/puissance en ordre de marche | 1,886 kg/ch       | 1,966 kg/ch              | 1,407 kg/ch      |
| Capacité du réservoir                      | 98 l              | 98 l                     | 98 l             |
| Dimensions des jantes avant                | 9,5 × 20"         | 9,5 × 20"                | 9,5 × 20"        |
| Dimensions des jantes arrière              | 13 × 20"          | 13 × 20"                 | 13 × 20"         |
| Pneumatiques avant                         | 265/30 ZR 20      | 265/30 ZR 20             | 265/35 ZR 20     |
| Pneumatiques arrière                       | 365/30 ZR 20      | 365/30 ZR 20             | 365/30 ZR 20     |

#### Suspensions
- Avant : triangles superposés et combinés ressort/amortisseur ; barre stabilisatrice.
- Arrière : triangles superposés et combinés ressort/amortisseur ; barre stabilisatrice.

#### Freinage
- Système hydraulique assisté, avec système anti-blocage des roues.
- Freins avant : doubles disques percés ventilés en carbone/céramique de 400 mm de diamètre ; étriers en titane à huit pistons en titane.
- Freins arrière : disques percés ventilés en carbone/céramique de 380 mm de diamètre ; étriers en titane à six pistons en titane.

#### Consommations
- Normalisée en cycle urbain : 40,4 l/100 km.
- Normalisée en cycle extra-urbain : 14,7 l/100 km.
- Normalisée en cycle mixte : 24,1 l/100 km.
- Constatée en conduite sportive : environ 60 l/100 km[30].
- Autonomie en cycle mixte : 357 km (412 km pour la Super Sport)[Note 4].
- Émissions de CO2 : 574 ou 539 (Super Sport) g/km.